# Liste der Kulturdenkmale in Bad Cannstatt

Wappen von Bad Cannstatt

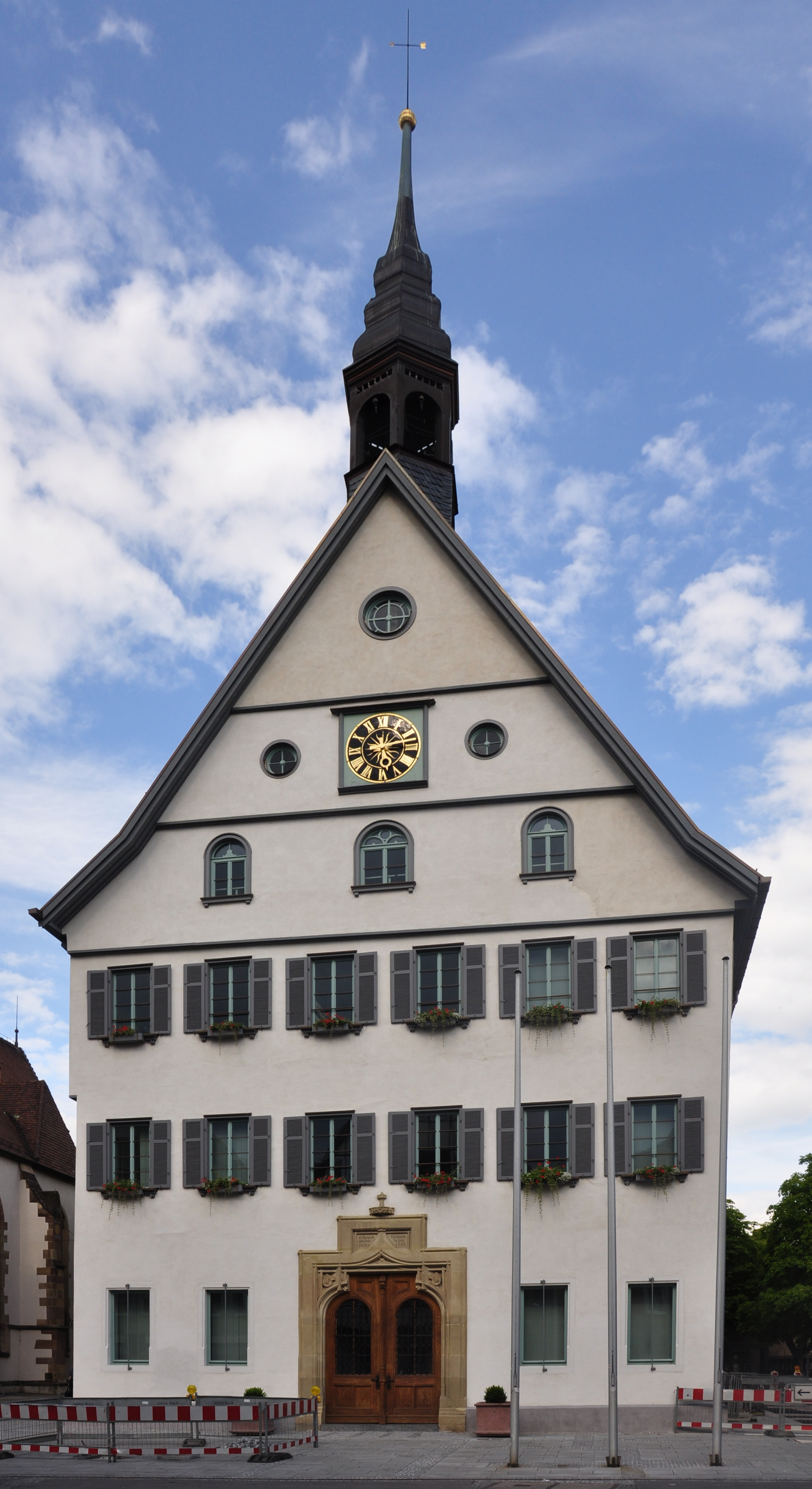
Bad Cannstatter Rathaus

In der Liste der Kulturdenkmale in Bad Cannstatt sind alle unbeweglichen Bau- und Kunstdenkmale in Bad Cannstatt aufgelistet, die in der Liste der Kulturdenkmale. Unbewegliche Bau- und Kunstdenkmale der Unteren Denkmalschutzbehörde für diesen Stadtbezirk Stuttgarts verzeichnet sind. Stand dieser Liste ist der 25. April 2008.
Diese Liste ist nicht rechtsverbindlich. Eine rechtsverbindliche Auskunft ist lediglich auf Anfrage bei der Unteren Denkmalschutzbehörde der Stadt Stuttgart erhältlich.

## Allgemein
- Bild: Zeigt ein ausgewähltes Bild aus Commons, „Weitere Bilder“ verweist auf die Bilder im Medienarchiv Wikimedia Commons.
- Bezeichnung: Nennt den Namen, die Bezeichnung oder die Art des Kulturdenkmals.
- Lage: Straßenname und Hausnummer oder Flurstücknummer des Kulturdenkmals, gegebenenfalls auch den Ortsteil. Die Grundsortierung der Liste erfolgt nach dieser Adresse. Der Link (Karte) führt zu verschiedenen Kartendiensten mit der Position des Kulturdenkmals. Fehlt dieser Link, wurden die Koordinaten noch nicht eingetragen. Sind diese bekannt, können sie über ein Tool mit einer Kartenansicht einfach nachgetragen werden. In dieser Kartenansicht sind Kulturdenkmale ohne Koordinaten mit einem roten bzw. orangen Marker dargestellt und können durch Verschieben auf die richtige Position in der Karte mit Koordinaten versehen werden. Kulturdenkmale ohne Bild sind an einem blauen bzw. roten Marker erkennbar.
- Datierung: Baubeginn, Fertigstellung, Datum der Erstnennung oder grobe zeitliche Einordnung entsprechend des Eintrags in der zuständigen Denkmaldatenbank (Landesamt für Denkmalpflege Baden-Württemberg).
- Beschreibung: Kurzcharakteristik des Kulturdenkmals.

## Kulturdenkmale im Stadtbezirk Bad Cannstatt

### Altenburg
| Bild           | Bezeichnung                                                                 | Lage                                         | Datierung | Beschreibung | ID |
| -------------- | --------------------------------------------------------------------------- | -------------------------------------------- | --------- | --- | -- |
|                | Altenburgschule, mit Hauptbau, Pavillonbau und Einfriedung (Sachgesamtheit) | Auf der Altenburg 10, Flst.Nr. 906/1 (Karte) | 1914/15   | Jugendstil, Neue Sachlichkeit. Albert Pantle Der dreiflügelige Putzbau mit drei Stockwerken wurde im Frühjahr 1915 eingeweiht. Er enthielt unter anderem neben 34 Klassenzimmern auch zwei Zeichensäle mit jeweils 100 m², Schulküche und Frühstückszimmer. Zu der Schule, die bis nach dem Zweiten Weltkrieg das einzige Schulangebot in Altenburg und Hallschlag darstellte, gehören auch ein Wohnhaus für den Hausmeister und eine Turnhalle. Denkmalgeschützt sind auch Pavillon, Turnhalle und Einfriedung. Geschützt nach § 2 DSchG |    |
|                | Wohnhaus                                                                    | Auf der Altenburg 13 (Karte)                 | 1927      | Heimatstil, Stuttgarter Schule 1920–1945, Eugen Steigleder Geschützt nach § 2 DSchG |    |
|                | Wohnhaus mit Gartenmauer (Sachgesamtheit)                                   | Gleißbergstraße 9 (Karte)                    | 1926      | Heimatstil, Stuttgarter Schule 1920–1945, Karl Beer Geschützt nach § 2 DSchG |    |
| Weitere Bilder | Steigfriedhof, Dienst- und Wohngebäude (Teil der SG „Steigfriedhof“)        | Sparrhämlingweg 1, FlstNr. 906 (Karte)       | 1908      | Dienst- und Wohngebäude auf dem Steigfriedhof im Jugendstil bzw. Neuen Stil, Emil Mayer, Hochbauamt Stuttgart Geschützt nach § 2 DSchG |    |
| Weitere Bilder | Steigfriedhof, Leichenhaus (Teil der SG „Steigfriedhof“)                    | Sparrhämlingweg 1a (Karte)                   | 1896      | Leichenhaus auf dem Steigfriedhof, Baukontrolleur Grotz Geschützt nach § 2 DSchG |    |

### Burgholzhof
| Bild | Bezeichnung                 | Lage                       | Datierung | Beschreibung | ID |
| ---- | --------------------------- | -------------------------- | --------- | --- | -- |
|      | Aussichtsturm „Burgholzhof“ | Auerbachstraße 200 (Karte) | 1891      | 27 m hoher Turm mit quadratischer Grundfläche und überdachter Aussichtsplattform, Buasil Historismus – Neoromanik, Neogotik, von Oberamtsbaumeister Keppler errichtet Geschützt nach § 2 DSchG |    |

### Cannstatt-Mitte
| Bild           | Bezeichnung                                                                | Lage                                                                                                   | Datierung                  | Beschreibung | ID |
| -------------- | -------------------------------------------------------------------------- | --- | -------------------------- | --- | -- |
|                | Jacobsbrunnen                                                              | Am Jakobsbrunnen, Flst.Nr. 20/6 (Karte)                                                                | 1834, 1978                 | Historismus – Neogotik Der Brunnen ist mit der Jahreszahl 1834 und dem Cannstatter Wappen verziert. Geschützt nach § 2 DSchG |    |
| Weitere Bilder | Stadtmauer (Sachgesamtheit)                                                | Badstraße, Kühlbrunnengasse, Marktstraße, Am Jakobsbrunnen, Tuchmachergasse, Spreuergasse (siehe SIAS) |                            | Geschützt nach § 2 DSchG |    |
|                | Ehemalige Heilanstalt von Heine                                            | Badstraße 15 (Karte)                                                                                   | 1825–1850, 1875–1900       | Klassizismus, Historismus Geschützt nach § 2 DSchG |    |
|                | Mietshaus                                                                  | Badstraße 34 (Karte)                                                                                   | 1835, 1873                 | Klassizismus (Spätklassizismus), Steinhauermeister Lutz (1835), Wilhelm Lutz (1875) Geschützt nach § 2 DSchG |    |
|                | Ehemalige Villa „Schöne“                                                   | Badstraße 36 (Karte)                                                                                   | 1835, 1872                 | Historismus – Neobarock Geschützt nach § 2 DSchG |    |
|                | Wohnhaus und Stadtmauer (einschließlich Freiplastik mit Soldat und Pferd)  | Badstraße 42 (Karte)                                                                                   | 1847                       | Klassizistisches Gebäude mit Freiplastik, die einen Soldaten und ein Pferd zeigt Geschützt nach § 2 DSchG |    |
|                | Wohnhäuser und Stadtmauer (Sachgesamtheit)                                 | Badstraße 46, 48 (Karte)                                                                               | 1740–1760                  | Barock Geschützt nach § 2 DSchG |    |
|                | Stadtmauer (Teil der SG „Stadtmauer“)                                      | Badstraße, Hagelschieß, Flst.Nr. 13/4, 13/5, 13/6, 13/10                                               |                            | Geschützt nach § 2 DSchG |    |
|                | Hotel                                                                      | Bahnhofstraße 21 (Karte)                                                                               | 1909                       | Richard Ehni Geschützt nach § 2 DSchG |    |
|                | Wohnhaus                                                                   | Brählesgasse 2 (Karte)                                                                                 | 1881                       | Geschützt nach § 2 DSchG |    |
|                | Wohnhaus                                                                   | Brählesgasse 3 (Karte)                                                                                 | 1741, 1800–1825            | Barock/Klassizismus (Zwerchhaus 1870) Geschützt nach § 2 DSchG |    |
|                | Ehemaliges Altes Helferhaus                                                | Brählesgasse 4 (Karte)                                                                                 | 1500–1525                  | Geschützt nach § 2 DSchG |    |
|                | Wohnhaus                                                                   | Brählesgasse 5 (Karte)                                                                                 | 1600–1700                  | Barock Geschützt nach § 2 DSchG |    |
|                | Ehemaliges Beginenhaus                                                     | Brählesgasse 12 (Karte)                                                                                | 1500–1600                  | Renaissance Geschützt nach § 2 DSchG |    |
|                | Wohnhaus                                                                   | Brählesgasse 14 (Karte)                                                                                | 1600–1700, 1800–1900       | Geschützt nach § 2 DSchG |    |
|                | Wohnhaus                                                                   | Brählesgasse 15 (Karte)                                                                                | 1690–1710                  | Barock Geschützt nach § 2 DSchG |    |
|                | Wohnhaus                                                                   | Brählesgasse 19 (Karte)                                                                                | 1700–1800                  | Barock Geschützt nach § 2 DSchG |    |
|                | Wohnhaus                                                                   | Brählesgasse 21 (Karte)                                                                                | 1348                       | ältestes Wohnhaus von Stuttgart (Dachstuhl) nicht im Verzeichnis der Kulturdenkmale enthalten – Das hohe Alter des Dachstuhls wurde erst nach 2008 dendrochronologisch bestimmt. Auf dem Bild des Nachbargebäudes Brählesgasse 19 kann man rechts Teile von Brählesgasse 21 entdecken. |    |
|                | Wohnhaus                                                                   | Brunnenstraße 1 (Karte)                                                                                | 1700–1800, 1840–1860       | Geschützt nach § 2 DSchG |    |
|                | Wohn- und Geschäftshaus                                                    | Brunnenstraße 2 (Karte)                                                                                | 1905                       | Historismus – Neobarock, Werkmeister Hartung Zu Hermann Lenz’ Zeiten beherbergte das Gebäude das Möbelhaus Rapp. Hermann Lenz fielen die Voluten neben den Dachtraufen auf sowie der Giebel, den, wie er schrieb, „zwei nackte Damen (?) zieren, von denen einer Flügel angewachsen sind; sie schwingt eine Art Tennisschläger, indes die andere einen Schirm aufgespannt hat und davonläuft; dazwischen Blumengirlanden, ein Frühlingsrelief aus großväterlichen Jugendtagen, sagen wir: um 1900.“ Geschützt nach § 2 DSchG |    |
|                | Wohnhaus                                                                   | Brunnenstraße 3 (Karte)                                                                                | 1790–1810, 1875–1900       | Spätbarock, Historismus Geschützt nach § 2 DSchG |    |
|                | Ehemaliges Altes Spital                                                    | Brunnenstraße 7 (Karte)                                                                                | 1545, 1900                 | Geschützt nach § 2 DSchG |    |
| Weitere Bilder | Gasthaus zum Löwen                                                         | Brunnenstraße 11 (Karte)                                                                               | 1500–1600, 1905            | Keller (1905) Geschützt nach § 2 DSchG |    |
|                | Wohnhaus                                                                   | Brunnenstraße 13 (Karte)                                                                               | 1500–1600, 1848            | Renaissance, Klassizismus, Geßwein (Umbau von 1848) Geschützt nach § 2 DSchG |    |
|                | Johannes-Kepler-Gymnasium und Bildhauerarbeiten (Sachgesamtheit)           | Daimlerstraße 8, Flst.Nr. 177/1 (Karte)                                                                | 1912                       | Neoklassizismus, Bildhauerarbeiten von Jakob Brüllmann und Ulfert Janssen, Architekten Ludwig Eisenlohr, Oskar Pfennig Geschützt nach § 2 DSchG |    |
|                | Mietshaus                                                                  | Daimlerstraße 16 (Karte)                                                                               | 1873                       | Historismus – Neorenaissance, W. Weißer (?) Geschützt nach §§ §2 DSchG |    |
| Weitere Bilder | Mietshaus (Teil der Sachgesamtheit Mietshäuser)                            | Eisenbahnstraße 46 (Karte)                                                                             | 1907–1908                  | Vereinfachter Jugendstil, August und Karl Mayer, Architekten und Bauunternehmer Geschützt nach § 2 DSchG |    |
|                | Mietshaus (Teil der Sachgesamtheit Mietshäuser)                            | Eisenbahnstraße 54 (Karte)                                                                             | 1907–1908                  | Vereinfachter Jugendstil, August und Karl Mayer, Architekten und Bauunternehmer Geschützt nach § 2 DSchG |    |
|                | Mietshaus (Teil der Sachgesamtheit Mietshäuser)                            | Eisenbahnstraße 56 (Karte)                                                                             | 1907–1908                  | Vereinfachter Jugendstil, August und Karl Mayer, Architekten und Bauunternehmer Geschützt nach § 2 DSchG |    |
|                | Mietshaus (Teil der Sachgesamtheit Mietshäuser)                            | Eisenbahnstraße 58 (Karte)                                                                             | 1907–1908                  | Vereinfachter Jugendstil, August und Karl Mayer, Architekten und Bauunternehmer Geschützt nach § 2 DSchG |    |
|                | Wohnhäuser (Sachgesamtheit)                                                | Felgergasse 4, 6 (Karte)                                                                               | 1500–1600                  | Renaissance Geschützt nach § 2 DSchG | BW |
|                | Wohnhaus (Teil der Sachgesamtheit)                                         | Felgergasse 4 (Karte)                                                                                  | 1500–1600                  | Renaissance Geschützt nach § 2 DSchG |    |
|                | Wohnhaus (Teil der Sachgesamtheit)                                         | Felgergasse 6 (Karte)                                                                                  | 1500–1600                  | Renaissance Geschützt nach § 2 DSchG |    |
| Weitere Bilder | Wohnhaus                                                                   | Hagelschieß 2 (Karte)                                                                                  | 1500–1600                  | Geschützt nach § 2 DSchG |    |
|                | Wohnhaus                                                                   | Hagelschieß 9 (Karte)                                                                                  | 1846                       | Biedermeier, Peter Geßwein, Zimmermeister Geschützt nach § 2 DSchG |    |
|                | Wohnhaus                                                                   | Heimsche Gasse 2 (Karte)                                                                               | 1400–1600                  | Geschützt nach § 2 DSchG |    |
|                | Wohnhaus                                                                   | König-Karl-Straße 38 (Karte)                                                                           | 1875                       | Historismus – Neorenaissance, Johann Wendelin Braunwald Geschützt nach § 2 DSchG |    |
|                | Wohnhaus                                                                   | König-Karl-Straße 42 (Karte)                                                                           | 1871                       | Historismus – Neorenaissance, Herrmann Knies, Werkmeister Geschützt nach § 2 DSchG |    |
|                | Ehemaliges Weingärtnerhaus                                                 | Küblergasse 1 (Karte)                                                                                  | 1781                       | Barock Geschützt nach § 2 DSchG |    |
|                | Wohnhaus                                                                   | Küblergasse 2 (Karte)                                                                                  | 1902                       | Historismus, H. Weißhaar Geschützt nach § 2 DSchG |    |
|                | Wohnhaus                                                                   | Küblergasse 4 (Karte)                                                                                  | 1400–1600, 1800–1900       | Geschützt nach § 2 DSchG |    |
|                | Wohnhaus                                                                   | Küblergasse 8 (Karte)                                                                                  | 1500–1600                  | Renaissance Geschützt nach § 2 DSchG |    |
|                | Ehemalige Küferei mit Scheuer                                              | Küblergasse 10 (Karte)                                                                                 | 1855                       | Geschützt nach § 2 DSchG |    |
|                | Wohnhaus                                                                   | Kühlbrunnengasse 6 (Karte)                                                                             | 1500–1625                  | Geschützt nach § 2 DSchG |    |
|                | Wohnhaus mit Anbau                                                         | Lammgasse 1 (Karte)                                                                                    | 1563, 1800, 1872           | Geschützt nach § 2 DSchG |    |
|                | Wohnhaus mit Laden                                                         | Lammgasse 3 (Karte)                                                                                    | 1730, 1872–1903            | Barock. Otto Grotz baute in der Zeit zwischen 1872 und 1904 einen Laden ein. Architekten W. Weisser, Otto Grotz Geschützt nach § 2 DSchG |    |
|                | Wohn- und Geschäftshäuser mit Rückgebäude (Sachgesamtheit)                 | Liebenzeller Straße 1, 3, 3 A (Karte)                                                                  | 1900                       | Historismus – Neorenaissance, Neogotik, Gustav Grimm Geschützt nach § 2 DSchG |    |
|                | Wohnhaus                                                                   | Liebenzeller Straße 8 (Karte)                                                                          | 1897                       | Historismus – Neorenaissance, K. Mayer Geschützt nach § 2 DSchG |    |
|                | Ehemaliges Amtsgerichtsgefängnis mit Einfriedung (Sachgesamtheit)          | Liebenzeller Straße 11/1, Flst.Nr. 174/1 (Karte)                                                       | 1889                       | Kameralamtstil, Leube, Bauinspektor Geschützt nach § 2 DSchG |    |
| Weitere Bilder | Evangelische Stadtkirche                                                   | Marktplatz (Ca) 1 (Karte)                                                                              | 1471–1506, 1612–1613       | Als einzige der vier großen gotischen Kirchen Stuttgarts wurde die Stadtkirche im Zweiten Weltkrieg kaum beschädigt. An der Stelle, an der sie steht, befand sich schon zur Zeit Karls des Großen eine Kirche. 1471 wurde die von Jörg Aberlin gebaute spätgotische Stadtkirche eingeweiht, wie aus der Datumsangabe über dem mittleren Chorfenster und dem Sternwappen des Erbauers hervorgeht. Der ursprüngliche niedere gotische Turm wurde von Heinrich Schickhardt durch einen Renaissanceturm ersetzt. Im Inneren wird dieser Steinturm durch einen zweiten Holzturm gestützt, der die Schwingungen der Glocken auf die Fundamente umleitet. Die im Krieg zerstörten drei zentralen Chorfenster wurden 1963 durch Fenster ersetzt, die Wolf-Dieter Kohler gestaltet hatte. Sie zeigen das himmlische Jerusalem als Reich Gottes. Architekten Aberlin Jörg (1471–1508), Heinrich Schickhardt (oberen Turmgeschosse 1612–1613) Geschützt nach § 12 DSchG |    |
| Weitere Bilder | Rathaus                                                                    | Marktplatz (Ca) 2 (Karte)                                                                              | 1491, 1875, 1881           | Das Rathaus besitzt ein Glockentürmchen, in dem eine zwischen 1180 und 1200 gegossene Glocke, das Apostelglöckchen, hängt. In früheren Zeiten befand sich unter dem Giebel die Darstellung eines Pferdekopfes aus Holz. Die Türeinfassung weist zwei Wappenschilde auf, in die jeweils eine Kanne eingemeißelt ist. Geschützt nach § 2 DSchG |    |
| Weitere Bilder | Ehemaliges Dekanat                                                         | Marktplatz (Ca) 3 (Karte)                                                                              | 1584                       | Renaissance Geschützt nach § 2 DSchG |    |
|                | Ehemaliger Holzmarktbrunnen                                                | Marktplatz (Ca) 3, Flst.Nr. 6 (Karte)                                                                  | 1831, 1976                 | Klassizismus Geschützt nach § 2 DSchG |    |
|                | Wohnhaus                                                                   | Marktplatz (Ca) 16 (Karte)                                                                             | 1600–1700, 1880–1890       | Geschützt nach § 2 DSchG |    |
|                | Wohnhaus                                                                   | Marktplatz (Ca) 18 (Karte)                                                                             | 1600–1700, 1840–1860       | Geschützt nach § 2 DSchG |    |
|                | Marktstraße – Denkmalschutz der Gesamtanlage nach § 19, ergänzt 17.01.1979 | Marktstraße (Ca) (Karte)                                                                               |                            | „Sie schlingt und krümmt sich, bietet Ein-, Aus und Durchblicke in Behäbiges und Wohnliches [...] Sie ist an die fünfhundert Jahre alt. Noch früher hat es sie auch schon gegeben, denn Cannstatt ist älter als Stuttgart und reicht mit seinen Mauern in römische Zeitentiefen. Wer – wie beispielsweise unser verehrter Thaddäus Troll – dort aufgewachsen ist, der weiß, dass es für feiner gilt, aus Cannstatt als bloß aus Stuttgart zu stammen“, schrieb Hermann Lenz über die Marktstraße. Geschützt nach § 19 DSchG |    |
|                | „Wilhelmsbau“                                                              | Marktstraße (Ca) 6, 8 (Karte)                                                                          | 1909, 1917                 | August Mayer, Regierungsbaumeister Geschützt nach § 2 DSchG |    |
|                | Wohn- und Geschäftshaus                                                    | Marktstraße (Ca) 12 (Karte)                                                                            | 1600–1700, 1838            | Klassizismus (Spätklassizismus). Höhn (?), Baumeister (Umbau 1838) Geschützt nach § 2 DSchG |    |
|                | Stadtmauer                                                                 | Marktstraße (Ca) 15 (Karte)                                                                            |                            | Das Haus mit der Adresse Marktstraße 15 gehörte einst dem Stadtrat und Rosenwirt Merz. Geschützt nach § 2 DSchG |    |
|                | Wohn- und Geschäftshaus                                                    | Marktstraße (Ca) 17 (Karte)                                                                            | 1500–1600                  | Geschützt nach § 2 DSchG |    |
|                | Ehemaliges Handwerkerwohnhaus                                              | Marktstraße (Ca) 18 (Karte)                                                                            | 1575–1600                  | Geschützt nach § 2 DSchG |    |
|                | Wohnhaus                                                                   | Marktstraße (Ca) 19 (Karte)                                                                            | 1585, 1675–1700, 1840–1860 | Geschützt nach § 2 DSchG |    |
|                | Wohnhaus und Apotheke                                                      | Marktstraße (Ca) 20, 22 (Karte)                                                                        | 1500–1550, 1805–1815       | Geschützt nach § 2 DSchG |    |
|                | Wohnhaus                                                                   | Marktstraße (Ca) 21 (Karte)                                                                            | 1600–1700, 1800–1900       | Geschützt nach § 2 DSchG |    |
|                | Weingärtnerfigur                                                           | Marktstraße (Ca) 33 A (Karte)                                                                          | 1920–1930                  | Expressionismus. Die Figur ist mit Kniehosen und einem grünen Hut bekleidet und aus Holz gefertigt. Geschützt nach § 2 DSchG |    |
|                | „Erbsenbrünnele“                                                           | Marktstraße (Ca) 33 A (Karte)                                                                          | 1929                       | Das Wasser der meisten Brunnen in Cannstatt ist nicht geeignet, um Hülsenfrüchte wie Erbsen zu kochen. Eine Ausnahme bildet das weiche Wasser des Erbsenbrünneles. Er besitzt ein achteckiges Travertinbecken, über dem sich die Brunnenfigur erhebt: Ein nackter kleiner Junge, der seine eine Hand auf die Brust gelegt hat und mit der anderen hinter seinem Rücken einen Krug hält. Er steht auf einer Kugel. Das Wasser fließt aus vier Ösen. Modell für die Kinderfigur war der junge Richard von Weizsäcker. Fritz von Graevenitz Geschützt nach § 2 DSchG |    |
|                | Ausleger                                                                   | Marktstraße (Ca) 38 (Karte)                                                                            | 1890–1910                  | Historismus – Neobarock Geschützt nach § 2 DSchG |    |
|                | Gasthaus Ratsstüble                                                        | Marktstraße (Ca) 41 (Karte)                                                                            | 1640–1680, 1900–1902       | Barock, Historismus. Laut Hermann Lenz steht das Haus seit 1753; jünger ist die Figur des Nachtwächters über der Eingangstür, die zu Beginn des 20. Jahrhunderts aus Stein gehauen wurde. Keller und Zerrweck (1900–1902) Geschützt nach § 2 DSchG |    |
|                | Wohnhaus                                                                   | Marktstraße (Ca) 43 (Karte)                                                                            | 1600–1700, 1840–1850       | Barock, Biedermeier Geschützt nach § 2 DSchG |    |
|                | Wohnhaus                                                                   | Marktstraße (Ca) 45 (Karte)                                                                            | 1400–1600, 1875–1900       | Geschützt nach § 2 DSchG |    |
|                | Wirtshausausleger                                                          | Marktstraße (Ca) 48 (Karte)                                                                            | 1800–1825                  | Barock Geschützt nach § 2 DSchG |    |
|                | Wohnhaus                                                                   | Marktstraße 54 (Karte)                                                                                 | 1500–1625, 1800–1900       | Geschützt nach § 2 DSchG |    |
|                | Stein mit Jahreszahl                                                       | Marktstraße (Ca) 55 (Karte)                                                                            | 1489                       | Geschützt nach § 2 DSchG |    |
|                | Wohnhaus                                                                   | Marktstraße (Ca) 56 (Karte)                                                                            | 1587                       | Ehemalige Weinstube Cantz. Geschützt nach § 2 DSchG |    |
|                | Wohnhaus und Bierwirtschaft                                                | Marktstraße (Ca) 57 (Karte)                                                                            | 1843                       | Biedermeier Geschützt nach § 2 DSchG |    |
|                | Wohnhaus                                                                   | Marktstraße (Ca) 60 (Karte)                                                                            | 1490–1510, 1840, 1890–1900 | Geschützt nach § 2 DSchG |    |
|                | Wohnhaus                                                                   | Marktstraße (Ca) 61 (Karte)                                                                            | 1490–1510, 1648            | Geschützt nach § 2 DSchG |    |
|                | Wohnhaus                                                                   | Marktstraße (Ca) 63 (Karte)                                                                            | 1490–1510, 1872, 1906      | Das Ehepaar Pfuderer führte in diesem Haus die Restauration zur Neckarbrücke. Sohn Hermann wurde Bäcker und besonders bekannt für seine Schillerlocken. 1912 soll der Herzog von Windsor bei ihm eingekauft haben. Geschützt nach § 2 DSchG |    |
| Weitere Bilder | „Klösterle“                                                                | Marktstraße (Ca) 71 (Karte)                                                                            | 1463                       | Das Klösterle ist eines der ältesten Gebäude der Stadt Stuttgart. Der Bau enthält eine gotische Kapelle und erfuhr wechselnde Nutzungen, diente aber – anders als lange angenommen – nicht als Beginenhaus. Das dem Verfall ausgesetzte Bauwerk wurde im Zuge einer Sanierung zu Beginn der 1980er Jahre komplett zerlegt und bis 1983 wieder aufgebaut. Das Gebäude wird mittlerweile gastronomisch genutzt, in der angebauten Scheuer befindet sich das Stadtmuseum Bad Cannstatt. Ein Haus der mittelalterlichen Hofanlage steht auf einem Turmrest der Stadtmauer; an einem Eckquader findet sich ein Hochwasserzeichen von 1824, im zweiten Stock befindet sich ein Raum mit Kreuzrippengewölbe, zwei Schlusssteinen und einem Sakramentshäuschen. Geschützt nach § 2 DSchG |    |
|                | Mietshaus (Teil der SG „Mietshäuser“)                                      | Schönestraße 23 (Karte)                                                                                | 1907–1908                  | Vereinfachter Jugendstil, August und Karl Mayer, Architekten und Bauunternehmer Geschützt nach § 2 DSchG |    |
|                | Mietshaus (Teil der SG „Mietshäuser“)                                      | Schönestraße 25 (Karte)                                                                                | 1907–1908                  | Vereinfachter Jugendstil, August und Karl Mayer, Architekten und Bauunternehmer Geschützt nach § 2 DSchG |    |
| Weitere Bilder | Mietshaus (Teil der SG „Mietshäuser“)                                      | Schönestraße 27 (Karte)                                                                                | 1907–1908                  | Vereinfachter Jugendstil, August und Karl Mayer, Architekten und Bauunternehmer Geschützt nach § 2 DSchG |    |
| Weitere Bilder | Mietshaus (Teil der SG „Mietshäuser“)                                      | Seilerstraße 1 (Karte)                                                                                 | 1907–1908                  | Vereinfachter Jugendstil, August und Karl Mayer, Architekten und Bauunternehmer Geschützt nach § 2 DSchG |    |
| Weitere Bilder | Mietshaus (Teil der SG „Mietshäuser“)                                      | Seilerstraße 3 (Karte)                                                                                 | 1907–1908                  | Vereinfachter Jugendstil, August und Karl Mayer, Architekten und Bauunternehmer Geschützt nach § 2 DSchG |    |
| Weitere Bilder | Mietshaus (Teil der SG „Mietshäuser“)                                      | Seilerstraße 5 (Karte)                                                                                 | 1907–1908                  | Vereinfachter Jugendstil, August und Karl Mayer, Architekten und Bauunternehmer Geschützt nach § 2 DSchG |    |
|                | Stadtmauer (Teil der SG Stadtmauer)                                        | Spreuergasse 4, 6, 8 (?),34, 38, 40, Flst.Nr. 2/9, 2/9, 2/11                                           |                            | Geschützt nach § 2 DSchG |    |
|                | Wohnhaus und Stadtmauer (Teil der SG Stadtmauer)                           | Spreuergasse 6 (Karte)                                                                                 | 1500–1550                  | Geschützt nach § 2 DSchG |    |
| Weitere Bilder | Wohnhaus                                                                   | Spreuergasse 10 (Karte)                                                                                | 1500–1600, 1689            | Geschützt nach § 2 DSchG |    |
|                | Türgewände und Stadtmauer                                                  | Spreuergasse 34 (Karte)                                                                                | 1525–1575                  | Gotik, Spätgotik Geschützt nach § 2 DSchG | BW |
|                | Wohnhaus mit Stadtmauerteil                                                | Spreuergasse 38 (Karte)                                                                                | 1561, 1981                 | Geschützt nach § 2 DSchG |    |
|                | Ofenfuß aus Sandstein                                                      | Spreuergasse 47 (Karte)                                                                                | 1584, 1950                 | Geschützt nach § 2 DSchG |    |
|                | Gasthaus „Grüner Baum“                                                     | Sulzbachgasse 14 (Karte)                                                                               | 1500–1700                  | Barock Geschützt nach § 2 DSchG |    |
| Weitere Bilder | Wohnhaus                                                                   | Sulzbachgasse 16 (Karte)                                                                               | 1512, 1600–1700, 1981–1882 | Geschützt nach § 2 DSchG |    |
|                | Wohnhaus mit Gastwirtschaft „Rappen“                                       | Sulzbachgasse 18 (Karte)                                                                               | 1400–1600, 1872, 1902      | Klassizismus Geschützt nach § 2 DSchG |    |
| Weitere Bilder | Mietshaus (Teil der SG „Mietshäuser“)                                      | Theobald-Kerner-Straße 9 (Karte)                                                                       | 1907–1908                  | Vereinfachter Jugendstil, August und Karl Mayer, Architekten und Bauunternehmer Geschützt nach § 2 DSchG |    |
| Weitere Bilder | Mietshaus (Teil der SG „Mietshäuser“)                                      | Theobald-Kerner-Straße 10 (Karte)                                                                      | 1907–1908                  | Vereinfachter Jugendstil, August und Karl Mayer, Architekten und Bauunternehmer Geschützt nach § 2 DSchG |    |
| Weitere Bilder | Mietshaus (Teil der SG „Mietshäuser“)                                      | Theobald-Kerner-Straße 11 (Karte)                                                                      | 1907–1908                  | Vereinfachter Jugendstil, August und Karl Mayer, Architekten und Bauunternehmer Geschützt nach § 2 DSchG |    |
| Weitere Bilder | Mietshaus (Teil der SG „Mietshäuser“)                                      | Theobald-Kerner-Straße 12 (Karte)                                                                      | 1907–1908                  | Vereinfachter Jugendstil, August und Karl Mayer, Architekten und Bauunternehmer Geschützt nach § 2 DSchG |    |
| Weitere Bilder | Mietshaus (Teil der SG „Mietshäuser“)                                      | Theobald-Kerner-Straße 14 (Karte)                                                                      | 1907–1908                  | Vereinfachter Jugendstil, August und Karl Mayer, Architekten und Bauunternehmer Geschützt nach § 2 DSchG |    |
|                | Wohnhaus mit Stadtmauerteil                                                | Tuchmachergasse 5 (Karte)                                                                              | 1565, 1700–1800            | Geschützt nach § 2 DSchG |    |
|                | Mietshaus                                                                  | Überkinger Straße 4 (Karte)                                                                            | 1870, 1886                 | Spätklassizistisches Haus, umgebaut durch F. Keppler 1886 Geschützt nach § 2 DSchG |    |
|                | Ehemaliges Oberamtsgefängnis und Oberamtspflege (Sachgesamtheit)           | Wilhelmstraße (Ca) 5, 7 (Karte)                                                                        | 1862                       | Klassizismus, Riedle, Werkmeister Geschützt nach § 2 DSchG | BW |
|                | Oberamtsgefängnis (Teil der SG „Oberamtsgefängnis und Oberamtspflege“)     | Wilhelmstraße (Ca) 5 (Karte)                                                                           | 1862                       | Geschützt nach § 2 DSchG | BW |
|                | Oberamtspflege (Teil der SG „Oberamtsgefängnis und Oberamtspflege“)        | Wilhelmstraße (Ca) 7 (Karte)                                                                           | 1862                       | Geschützt nach § 2 DSchG |    |
|                | Ehemaliges Oberamtsgerichtsgebäude                                         | Wilhelmstraße (Ca) 10 (Karte)                                                                          | 1825                       | Biedermeier Geschützt nach § 2 DSchG |    |
|                | Wohnhaus                                                                   | Wilhelmstraße (Ca) 13 (Karte)                                                                          | 1842                       | Klassizismus (Spätklassizismus), Knies, Steinhauermeister Geschützt nach § 2 DSchG |    |
|                | Ehemalige Villa Leicht                                                     | Wilhelmstraße (Ca) 14 (Karte)                                                                          | 1912                       | Historismus – Neobarock, Neoklassizismus, durch H. Weißhaar Geschützt nach § 2 DSchG |    |
|                | Wohn- und Geschäftshaus                                                    | Wilhelmstraße (Ca) 16 (Karte)                                                                          | 1837                       | Es handelt sich um ein spätklassizistisches ehemaliges Magazingebäude. Geschützt nach § 2 DSchG |    |
|                | Wohn- und Geschäftshaus                                                    | Wilhelmstraße (Ca) 17 (Karte)                                                                          | 1870                       | Spätklassizismus, durch Bertsch (?) Geschützt nach § 2 DSchG |    |
|                | Wohn- und Geschäftshaus                                                    | Wilhelmstraße (Ca) 19 (Karte)                                                                          | 1873                       | Spätklassizismus, durch J. Schmidt Geschützt nach § 2 DSchG |    |
|                | Wohn- und Geschäftshaus                                                    | Wilhelmstraße (Ca) 24 (Karte)                                                                          | 1893                       | Historismus – Neorenaissance, durch August Mayer, G. Heim Geschützt nach § 2 DSchG |    |
|                | Wohnhaus                                                                   | Wilhelmstraße (Ca) 27 (Karte)                                                                          | 1844                       | Klassizismus (Spätklassizismus), durch Luz, Bertsch (?) (Zwerchhaus von 1859) Geschützt nach § 2 DSchG |    |
|                | Wohnhaus                                                                   | Wilhelmstraße (Ca) 29 (Karte)                                                                          | 1838                       | Klassizismus (Spätklassizismus) Geschützt nach § 2 DSchG |    |
|                | Wohn- und Geschäftshaus                                                    | Wilhelmstraße (Ca) 31, 33 (Karte)                                                                      | 1833, 1846                 | Im rückwärtigen Teil des Gebäudes ist ein Teil der Stadtmauer eingebaut. Klassizismus (Spätklassizismus), durch Steinhauermeister Schmid (1833) Geschützt nach § 2 DSchG |    |
|                | Schreinereibrunnen                                                         | Zaisgasse 6, Flst.nr. 36/1 (Karte)                                                                     | 1870                       | Klassizismus. Schreinermeister Wagner gründete die Weinstube Schreinerei, die gegenüber dem Brunnen liegt. Nach ihm ist der Brunnen, der von der Kellerbrunnenquelle gespeist wird, benannt. Geschützt nach § 2 DSchG |    |

### Espan
| Bild           | Bezeichnung        | Lage                | Datierung | Beschreibung | ID |
| -------------- | ------------------ | ------------------- | --------- | --- | -- |
| Weitere Bilder | Wirtschaftsgebäude | Kneippweg 8 (Karte) | 1908      | Neuer Stil, Historismus, Neobarock. Der Bau gehörte zum ehemaligen städtischen Krankenhaus. Von Emil Mayer Geschützt nach § 2 DSchG |    |

### Hallschlag
| Bild | Bezeichnung                                                                                          | Lage                                                   | Datierung                      | Beschreibung | ID |
| ---- | --- | ------------------------------------------------------ | ------------------------------ | --- | --- |
|      | Ehemalige Dragonerkaserne / Königliche Garnison (Sachgesamtheit)                                     | Am Römerkastell; Ehemalige Dragonerkaserne (Karte)     | 1908–1914                      | Lang und Wirth, Militärinspektoren Geschützt nach § 2 DSchG | |
|      | Gebäude der Maschinengewehr-Kompanie (Teil der SG „Ehemalige Dragonerkaserne / Königliche Garnison“) | Am Römerkastell 73 und 73 A (Karte)                    | 1912–1914                      | Geschützt nach § 2 DSchG | |
|      | Raufutter-Scheune (Teil der SG „Ehemalige Dragonerkaserne / Königliche Garnison“)                    | Am Römerkastell 75 (Karte)                             |                                | Geschützt nach § 2 DSchG | |
|      | Fischträger-Brunnen                                                                                  | Auf der Steig, Hattinger Platz (Karte)                 | 1952                           | Hans Volkard, Alfred Lörcher Geschützt nach § 2 DSchG | |
|      | Ehemalige Dragonerkaserne (Teil der SG „Ehemalige Dragonerkaserne / Königliche Garnison“)            | Hallschlag 4 (Karte)                                   | 1952                           | Hans Volkard, Alfred Lörcher Geschützt nach § 2 DSchG | |
|      | Wohngebäude (Teil der SG „Ehemalige Dragonerkaserne / Königliche Garnison“)                          | Hartensteinstraße 5 (Karte)                            | 1952                           | Hans Volkard, Alfred Lörcher Geschützt nach § 2 DSchG | |
|      | Ehemalige Dragonerkaserne (Teil der SG „Ehemalige Dragonerkaserne / Königliche Garnison“)            | Naststraße 1 (Karte)                                   |                                | Geschützt nach § 2 DSchG | |
|      | Ehemalige Dragonerkaserne (Teil der SG „Ehemalige Dragonerkaserne / Königliche Garnison“)            | Naststraße 3 (Karte)                                   |                                | Geschützt nach § 2 DSchG | |
|      | Ehemalige Dragonerkaserne (Teil der SG „Ehemalige Dragonerkaserne / Königliche Garnison“)            | Naststraße 5, 9 A, 11 A, 11 B, 21 (Karte)              |                                | Geschützt nach § 2 DSchG | [[Vorlage:Bilderwunsch/code!/C:48.81407,9.213034!/D:Ehemalige Dragonerkaserne (Teil der SG „Ehemalige Dragonerkaserne / Königliche Garnison“)!/\|BW]]  |
|      | Ehemalige Dragonerkaserne (Teil der SG „Ehemalige Dragonerkaserne / Königliche Garnison“)            | Naststraße 11 C, 11 D, 13 (Karte)                      |                                | Geschützt nach § 2 DSchG | |
|      | Große Reithalle (Teil der SG „Ehemalige Dragonerkaserne / Königliche Garnison“)                      | Naststraße 21 (Karte)                                  |                                | Geschützt nach § 2 DSchG | [[Vorlage:Bilderwunsch/code!/C:48.815263,9.21181!/D:Große Reithalle (Teil der SG „Ehemalige Dragonerkaserne / Königliche Garnison“)!/\|BW]]            |
|      | Ställe (Teil der SG „Ehemalige Dragonerkaserne / Königliche Garnison“)                               | Naststraße 23, 25, 27, 27A, 29, 31, 33, 35, 37 (Karte) |                                | Geschützt nach § 2 DSchG | [[Vorlage:Bilderwunsch/code!/C:48.815511,9.213398!/D:Ställe (Teil der SG „Ehemalige Dragonerkaserne / Königliche Garnison“)!/\|BW]]                    |
|      | Wohngebäude (Teil der SG „Ehemalige Dragonerkaserne / Königliche Garnison“)                          | Naststraße 34 (Karte)                                  |                                | Geschützt nach § 2 DSchG | |
|      | Wohngebäude (Teil der SG „Ehemalige Dragonerkaserne / Königliche Garnison“)                          | Naststraße 36 (Karte)                                  |                                | Geschützt nach § 2 DSchG | [[Vorlage:Bilderwunsch/code!/C:48.815412,9.214567!/D:Wohngebäude (Teil der SG „Ehemalige Dragonerkaserne / Königliche Garnison“)!/\|BW]]               |
|      | Wohngebäude (Teil der SG „Ehemalige Dragonerkaserne / Königliche Garnison“)                          | Naststraße 38 (Karte)                                  |                                | Geschützt nach § 2 DSchG | |
|      | Reithalle (Teil der SG „Ehemalige Dragonerkaserne / Königliche Garnison“)                            | Naststraße 39 (Karte)                                  |                                | Geschützt nach § 2 DSchG | [[Vorlage:Bilderwunsch/code!/C:48.814634,9.213098!/D:Reithalle (Teil der SG „Ehemalige Dragonerkaserne / Königliche Garnison“)!/\|BW]]                 |
|      | Schmiede (Teil der SG „Ehemalige Dragonerkaserne / Königliche Garnison“)                             | Naststraße 43 (Karte)                                  |                                | Geschützt nach § 2 DSchG | [[Vorlage:Bilderwunsch/code!/C:48.815136,9.212819!/D:Schmiede (Teil der SG „Ehemalige Dragonerkaserne / Königliche Garnison“)!/\|BW]]                  |
|      | Reithalle (Teil der SG „Ehemalige Dragonerkaserne / Königliche Garnison“)                            | Naststraße 45 (Karte)                                  |                                | Geschützt nach § 2 DSchG | [[Vorlage:Bilderwunsch/code!/C:48.815412,9.212615!/D:Reithalle (Teil der SG „Ehemalige Dragonerkaserne / Königliche Garnison“)!/\|BW]]                 |
|      | Ehemaliges Travertinwerk (Sachgesamtheit)                                                            | Neckartalstr. 211, 225, Enzstr. 40, 40A, 46 (Karte)    | 1920/21, 1923, 1925, 1929–1938 | Ehemaliges Travertinwerk Adolf Lauster mit Villa (Neckartalstr. 221), Werkhallen (Neckartalstr. 225) und Wohnhaus. Expressionismus, Internationaler Stil, Fritz Lauster, Adolf Lauster, Hanauer, Eugen Gölz Geschützt nach § 2 DSchG | BW |
|      | Ehemalige Dragonerkaserne (Teil der SG „Ehemalige Dragonerkaserne / Königliche Garnison“)            | Rommelstraße 1 (Karte)                                 |                                | Geschützt nach § 2 DSchG | |
|      | Mannschaftsgebäude (Teil der SG „Ehemalige Dragonerkaserne / Königliche Garnison“)                   | Rommelstraße 3, 5 (Karte)                              |                                | Geschützt nach § 2 DSchG | |
|      | Ehemalige Dragonerkaserne (Teil der SG „Ehemalige Dragonerkaserne / Königliche Garnison“)            | Rommelstraße 3 A (Karte)                               |                                | Geschützt nach § 2 DSchG | [[Vorlage:Bilderwunsch/code!/C:48.812614,9.211574!/D:Ehemalige Dragonerkaserne (Teil der SG „Ehemalige Dragonerkaserne / Königliche Garnison“)!/\|BW]] |
|      | Offizierskasino (Teil der SG „Ehemalige Dragonerkaserne / Königliche Garnison“)                      | Rommelstraße 4 (Karte)                                 |                                | Geschützt nach § 2 DSchG | |
|      | Pavillon (Teil der SG „Ehemalige Dragonerkaserne / Königliche Garnison“)                             | Rommelstraße 4a (Karte)                                |                                | Geschützt nach § 2 DSchG | [[Vorlage:Bilderwunsch/code!/C:48.812366,9.210427!/D:Pavillon (Teil der SG „Ehemalige Dragonerkaserne / Königliche Garnison“)!/\|BW]]                  |
|      | Mannschaftsgebäude (Teile der SG „Ehemalige Dragonerkaserne / Königliche Garnison“)                  | Rommelstraße 7, 9, 11 (Karte)                          |                                | Geschützt nach § 2 DSchG | |
|      | Steigfriedhof (Sachgesamtheit)                                                                       | Sparrhämlingweg 1, 1a, Flst.Nr. 906 (Karte)            |                                | Der Steigfriedhof ist der älteste Friedhof Stuttgarts Geschützt nach § 2 DSchG | |
|      | Steigfriedhof – Israelitischer Friedhof (Sachgesamtheit)                                             | Sparrhämlingweg: Flst.Nr. 1290 (Karte)                 | 1872–1873                      | Geschützt nach § 2 DSchG | BW |

### Im Geiger
| Bild | Bezeichnung      | Lage                                     | Datierung | Beschreibung                                                         | ID |
| ---- | ---------------- | ---------------------------------------- | --------- | -------------------------------------------------------------------- | -- |
|      | Gartenpavillon   | Gewann Blick, Flst.Nr. 4415 (Karte)      | 1860      | Geschützt nach § 2 DSchG                                             |    |
|      | Mehrfamilienhaus | Gaildorferstr. 23, Flst.Nr. 4871 (Karte) | 1973      | Mehrfamilienhaus von Architekt Werner Lutz. Geschützt nach § 2 DSchG | BW |

### Kurpark
| Bild | Bezeichnung                                                                                      | Lage                                                                                    | Datierung            | Beschreibung | ID |
| ---- | ------------------------------------------------------------------------------------------------ | --------------------------------------------------------------------------------------- | -------------------- | --- | -- |
|      | Kursaal mit Kurpark und Kursaal-Anlage (Sachgesamtheit)                                          | Kursaal mit Kurpark und Kursaal-Anlage, Flst.Nr.180, 184/1, 189, 5543/4, 5543/5 (Karte) | 1821–1822            | C.F.Sick, Hofrat, Bosch, Oberhofgärtner (1821–1822) Geschützt nach § 2 DSchG |    |
|      | Puttengruppe mit Trauben (Teil der SG „Kursaal mit Kurpark und Kursaal-Anlage“)                  | Kursaal mit Kurpark und Kursaal-Anlage, Flst.Nr.180 (Karte)                             |                      | Kiemlen Ed. Geschützt nach § 2 DSchG |    |
|      | Junobrunnen (Teil der SG „Kursaal mit Kurpark und Kursaal-Anlage“)                               | Kursaal mit Kurpark und Kursaal-Anlage, Flst.Nr.180 (Karte)                             | 1910                 | Kiemlen Emil, Künstler Geschützt nach § 2 DSchG |    |
|      | Lautenschläger Brunnen (Teil der SG „Kursaal mit Kurpark und Kursaal-Anlage“)                    | Kursaal mit Kurpark und Kursaal-Anlage, Flst.Nr.180 (Karte)                             | 1934                 | Laut Hermann Lenz wurde der Brunnen nicht zu Ehren Karl Lautenschlagers errichtet, sondern ist nach seiner Brunnenfigur, einem Knaben, der eine Laute auf seinen Oberschenkeln hält, benannt. Sie ist aus Travertin gehauen; der Name des zwölfjährigen Vorbildes ist offenbar nicht bekannt. Von Jakob Clement Geschützt nach § 2 DSchG |    |
|      | Ferdinand Freiligrath-Bank (Teil der SG „Kursaal mit Kurpark und Kursaal-Anlage“)                | Kursaal mit Kurpark und Kursaal-Anlage, Flst.Nr.184/1                                   |                      | Geschützt nach § 2 DSchG |    |
|      | Eiserner Schmuckpavillon (Teil der SG „Kursaal mit Kurpark und Kursaal-Anlage“)                  | Kursaal mit Kurpark und Kursaal-Anlage, Flst.Nr.184/1 (Karte)                           |                      | Jugendstil, Firma Eichberger und Leuthi, Stuttgart Geschützt nach § 2 DSchG |    |
|      | Bronzeplatte zu Ehren Graf von Taubenheim (Teil der SG „Kursaal mit Kurpark und Kursaal-Anlage“) | Kursaal mit Kurpark und Kursaal-Anlage, Flst.Nr.184/1 (Karte)                           |                      | Geschützt nach § 2 DSchG |    |
|      | Forstrat K. Gebhardt-Denkmal (Teil der SG „Kursaal mit Kurpark und Kursaal-Anlage“)              | Kursaal mit Kurpark und Kursaal-Anlage, Flst.Nr.184/1                                   |                      | Geschützt nach § 2 DSchG |    |
|      | Berthold Auerbach-Denkmal (Teil der SG „Kursaal mit Kurpark und Kursaal-Anlage“)                 | Kursaal mit Kurpark und Kursaal-Anlage, Flst.Nr.184/1 (Karte)                           | 1909                 | Das Berthold-Auerbach-Denkmal wurde 1909 von Hermann Volz geschaffen und 1951 durch den Bildhauer A. Haendler erneuert. Geschützt nach § 2 DSchG |    |
|      | Gottlieb Daimler-Denkmal (Teil der SG „Kursaal mit Kurpark und Kursaal-Anlage“)                  | Kursaal mit Kurpark und Kursaal-Anlage, Flst.Nr.184/1 (Karte)                           | 1902                 | Gottlieb-Daimler-Denkmal von Emil Kiemlen Geschützt nach § 2 DSchG |    |
|      | Kleine Säulenhalle (Teil der SG „Kursaal mit Kurpark und Kursaal-Anlage“)                        | Am Sulzerrain 4                                                                         | 1861                 | Geschützt nach § 2 DSchG |    |
|      | Daimler-Turm (Teil der SG „Kursaal mit Kurpark und Kursaal-Anlage“)                              | Am Sulzerrain 11 (Karte)                                                                | 1894                 | Geschützt nach § 2 DSchG |    |
|      | Mietshaus                                                                                        | Daimlerstraße 9 (Karte)                                                                 | 1900                 | Historismus – Neogotik, Neorenaissance, C. Mayer Geschützt nach § 2 DSchG |    |
|      | Mietshaus                                                                                        | Daimlerstraße 11 (Karte)                                                                | 1898                 | Historismus – Neorenaissance, C. Mayer Geschützt nach § 2 DSchG |    |
|      | Methodistische Christuskirche                                                                    | Daimlerstraße 17 (Karte)                                                                | 1873                 | Historismus – Neogotik, Oberamtsbaumeister Waelde Geschützt nach § 2 DSchG |    |
|      | Mietshaus                                                                                        | Daimlerstraße 27 (Karte)                                                                | 1901–1902            | Historismus – Neogotik, Neorenaissance, Jugendstil, H. Weißhaar Geschützt nach § 2 DSchG |    |
|      | Mietsgeschäftshaus                                                                               | Daimlerstraße 28, Liebenzeller Straße 13, 15 (Karte)                                    | 1890                 | Historismus – Neorenaissance, August Mayer und G. Heim Geschützt nach § 2 DSchG |    |
|      | Mietshaus                                                                                        | Daimlerstraße 29 (Karte)                                                                | 1890                 | Historismus – Neorenaissance, August Mayer und G. Heim Geschützt nach § 2 DSchG |    |
|      | Mietshaus                                                                                        | Daimlerstraße 31 (Karte)                                                                | 1883                 | Historismus – Neorenaissance, Wilhelm Krauß, Werk- und Zimmermeister Geschützt nach § 2 DSchG |    |
|      | Mietshaus                                                                                        | Daimlerstraße 33 (Karte)                                                                | 1898                 | Historismus, August Ulrich, Werkmeister Geschützt nach § 2 DSchG |    |
|      | Mietshaus                                                                                        | Daimlerstraße 36 (Karte)                                                                | 1900                 | Historismus, A. Mayer (?) Geschützt nach § 2 DSchG |    |
|      | Mietshaus                                                                                        | Daimlerstraße 38 (Karte)                                                                | 1896                 | Historismus – Neorenaissance, Ch. Mayer (?) Geschützt nach § 2 DSchG |    |
|      | Mietshaus                                                                                        | Daimlerstraße 44 (Karte)                                                                | 1897                 | Historismus – Neorenaissance, Ch. Mayer (?) Geschützt nach § 2 DSchG |    |
|      | Villa                                                                                            | Freiligrathstraße 7, 9 (Karte)                                                          | 1905                 | Historismus – Neobarock, Karl Mayer Geschützt nach § 2 DSchG |    |
|      | Villa mit Garten und Einfriedung (Sachgesamtheit)                                                | Freiligrathstraße 8, Flst.Nr. 5392/1, 5392/4, 5392/5 (Karte)                            | 1902                 | Historismus – Heimatstil, Carl Mayer Geschützt nach § 2 DSchG |    |
|      | Mietshaus (incl. Hoftore etc.) – Sachgesamtheit                                                  | Freiligrathstraße 13, Waiblinger Straße 83 (Karte)                                      | 1902                 | Jugendstil, Albert Kaufmann Geschützt nach § 2 DSchG |    |
|      | Wohnhaus                                                                                         | König-Karl-Straße 1, 3; Martin-Luther-Straße 2 (Karte)                                  | 1902–1903            | Historismus – Neorenaissance, Jugendstil, Carl Mayer Geschützt nach § 2 DSchG |    |
|      | Wohnhaus                                                                                         | König-Karl-Straße 7, Nauheimer Straße 37 (Karte)                                        | 1880                 | Historismus – Neorenaissance, Carl Schiller, Ingenieur Geschützt nach § 2 DSchG |    |
|      | Wohnhaus                                                                                         | König-Karl-Straße 10 (Karte)                                                            | 1872                 | Historismus – Neorenaissance, Wilhelm Wälde, Oberamtsbauinspektor Geschützt nach § 2 DSchG |    |
|      | Wohnhaus                                                                                         | König-Karl-Straße 12 (Karte)                                                            | 1871                 | Klassizismus, Wilhelm Wälde, Oberamtsbauinspektor Geschützt nach § 2 DSchG |    |
|      | Wohnhaus                                                                                         | König-Karl-Straße 13 (Karte)                                                            | 1870, 1911           | Klassizistisches Wohnhaus, Johann Wendelin Braunwald, Batz (Aufstockung 1911) Geschützt nach § 2 DSchG |    |
|      | Wohnhaus                                                                                         | König-Karl-Straße 14 (Karte)                                                            | 1870                 | Historismus – Neorenaissance, Weber Geschützt nach § 2 DSchG |    |
|      | Wohnhaus mit Remise (Sachgesamtheit)                                                             | König-Karl-Straße 27, 27a (Karte)                                                       | 1868, 1876           | Historismus – Neorenaissance, Johann Wendelin Braunwald, Weißer (Remise 1876) Geschützt nach § 2 DSchG |    |
|      | Wohn- und Geschäftshaus                                                                          | König-Karl-Straße 29, 31 (Karte)                                                        | 1886                 | Historismus – Neorenaissance, Weißer Geschützt nach § 2 DSchG |    |
|      | Wohnhaus                                                                                         | König-Karl-Straße 30 (Karte)                                                            | 1868                 | Historismus – Neorenaissance, J. C. Weissinger Geschützt nach § 2 DSchG |    |
|      | Wohn- und Geschäftshaus                                                                          | König-Karl-Straße 35 (Karte)                                                            | 1890                 | Historismus – Neorenaissance, Fr. Käfer Geschützt nach § 2 DSchG |    |
|      | Musikpavillon                                                                                    | Königsplatz 1 (Karte)                                                                   | 1900                 | Geschützt nach § 2 DSchG |    |
|      | Kleiner Kursaal                                                                                  | Königsplatz 1 (Karte)                                                                   | 1906–1908            | von Albert Eitel Geschützt nach § 2 DSchG |    |
|      | Großer Kursaal                                                                                   | Königsplatz 1 (Karte)                                                                   | 1825–1826, 1834–1842 | Klassizismus, Nikolaus Friedrich von Thouret Geschützt nach § 2 DSchG |    |
|      | Reiterstandbild von König Wilhelm I.                                                             | Königsplatz, Flst.nr. 184/1 (Karte)                                                     | 1875                 | Reiterstandbild des Königs Wilhelm I., von Johann Halbig, Prof. Geschützt nach § 2 DSchG |    |
|      | Wohnhaus                                                                                         | Kreuznacher Straße 16 (Karte)                                                           | 1871                 | Historismus – Neorenaissance, Wilhelm Lutz, Architekt und Werkmeister Geschützt nach § 2 DSchG |    |
|      | Wohnhaus                                                                                         | Kreuznacher Straße 17 (Karte)                                                           | 1872–1873            | Historismus – Neorenaissance, Wilhelm Lutz, Architekt und Werkmeister Geschützt nach § 2 DSchG |    |
|      | Wohnhaus                                                                                         | Kreuznacher Straße 21 (Karte)                                                           | 1879                 | Historismus – Neorenaissance, J. C. Weißinger Geschützt nach § 2 DSchG |    |
|      | Wohnhaus                                                                                         | Martin-Luther-Straße 5 A, 5 B (Karte)                                                   | 1905                 | Historismus – Neobarock, Jugendstil, Gustav Kärcher Geschützt nach § 2 DSchG |    |
|      | Wohnhaus                                                                                         | Martin-Luther-Straße 20 (Karte)                                                         | 1902                 | Historismus – Neobarock, Carl Mayer Geschützt nach § 2 DSchG |    |
|      | Wohn- und Geschäftshaus                                                                          | Martin-Luther-Straße 22 (Karte)                                                         | 1902                 | Historismus – Neorenaissance, Neobarock, Carl Mayer Geschützt nach § 2 DSchG |    |
|      | Wohnhaus                                                                                         | Nauheimer Straße 40 (Karte)                                                             | 1890, 1912           | Christian Pfeffer baute 1912 die Garage an, Chr. Weisser, Christian Pfeffer Geschützt nach § 2 DSchG |    |
|      | Wohn- und Geschäftshaus                                                                          | Nauheimer Straße 53, 55 (Karte)                                                         | 1898                 | Historismus, Carl Mayer Geschützt nach § 2 DSchG |    |
|      | Wohn- und Geschäftshaus                                                                          | Nauheimer Straße 53 (Karte)                                                             | 1898                 | Historismus, Carl Mayer Geschützt nach § 2 DSchG |    |
|      | Wohnhaus                                                                                         | Nauheimer Straße 54 (Karte)                                                             | 1890                 | Neorenaissance, Klassizismus (Spätklassizismus), Karl Weber, Baufaktor Geschützt nach § 2 DSchG |    |
|      | Wohn- und Geschäftshaus                                                                          | Nauheimer Straße 55 (Karte)                                                             | 1898                 | Historismus, Carl Mayer Geschützt nach § 2 DSchG |    |
|      | Wohnhaus                                                                                         | Schmidener Straße 14 (Karte)                                                            | 1907                 | Historismus, Jugendstil, Keller und Zerrweck Geschützt nach § 2 DSchG |    |
|      | Werkstattanbau an Gewächshaus (Teil der SG „Kursaal mit Kurpark und Kursaal-Anlage“)             | Taubenheimstraße 13 (Karte)                                                             |                      | Der Anbau wurde für Gottlieb Daimler errichtet. Das Gebäude wird als Gottlieb-Daimler-Gedächtnisstätte genutzt. F. Keppler Geschützt nach § 2 DSchG |    |
|      | Wohnhaus                                                                                         | Taubenheimstraße 16 (Karte)                                                             | 1896                 | Historismus – Neorenaissance, Gustav Grimm Geschützt nach § 2 DSchG |    |
|      | Wohnhaus                                                                                         | Taubenheimstraße 18, 20 (Karte)                                                         | 1893                 | Historismus, Schweizerhaus, Ferdinand Grotz, Werkmeister und Bauunternehmer Geschützt nach § 2 DSchG |    |
|      | Wohnhaus                                                                                         | Taubenheimstraße 28 (Karte)                                                             | 1894                 | Historismus, Schweizerhaus, W. Eisser Geschützt nach § 2 DSchG |    |
|      | Jahn-Realschule                                                                                  | Überkinger Straße 48 (Karte)                                                            | 1875                 | Historismus – Neorenaissance, Schlebach, Stadtbaumeister Geschützt nach § 2 DSchG |    |
|      | Wohn- und Geschäftshaus                                                                          | Waiblinger Straße 19 (Karte)                                                            | 1899, 1906           | Historismus, Ch. Mayer Geschützt nach § 2 DSchG |    |
|      | Reihenhaus                                                                                       | Waiblinger Straße 44, 46, 48 (Karte)                                                    |                      | Geschützt nach § 2 DSchG |    |
|      | Wohnhäuser mit Torbogen                                                                          | Wiesbadener Straße 3, 6, 8 (Karte)                                                      | 1903/04              | Zwischen Nr. 6 und Nr. 8 der historistischen, im Heimatstil errichteten Häuser befindet sich ein Torbogen. Wilhelm Krauß, H. Weißhaar (Torbogen) Geschützt nach § 2 DSchG |    |
|      | Wohn- und Geschäftshaus                                                                          | Wiesbadener Straße 4 (Karte)                                                            | 1901                 | Historismus, Fr. Käfer Geschützt nach § 2 DSchG |    |
|      | Wohn- und Geschäftshaus                                                                          | Wiesbadener Straße 12 (Karte)                                                           | 1905/06              | Jugendstil, Keller und Zerrweck Geschützt nach § 2 DSchG |    |
|      | Wohn- und Geschäftshaus                                                                          | Wiesbadener Straße 14 (Karte)                                                           | 1901                 | Historismus, Neorenaissance, Chr. Weisser Geschützt nach § 2 DSchG |    |
|      | Mietshaus                                                                                        | Wiesbadener Straße 16 (Karte)                                                           | 1887                 | Klassizismus, Chr. Weisser Geschützt nach § 2 DSchG |    |
|      | Mietshaus                                                                                        | Wiesbadener Straße 27 (Karte)                                                           | 1900                 | Jugendstil, Carl Mayer Geschützt nach § 2 DSchG |    |
|      | Wohn- und Geschäftshaus                                                                          | Wiesbadener Straße 28, 30 (Karte)                                                       | 1906                 | Emil Haller Geschützt nach § 2 DSchG |    |
|      | Wohn- und Geschäftshaus                                                                          | Wiesbadener Straße 29 (Karte)                                                           | 1900                 | Historismus, Carl Mayer Geschützt nach § 2 DSchG |    |
|      | Wohnhaus                                                                                         | Wiesbadener Straße 31, 33 (Karte)                                                       | 1902                 | Historismus, Jugendstil, Carl Mayer Geschützt nach § 2 DSchG |    |
|      | Wohn- und Geschäftshaus                                                                          | Wiesbadener Straße 32, 34 (Karte)                                                       | 1905                 | Historismus, Jugendstil, Emil Haller Geschützt nach § 2 DSchG |    |
|      | Wohn- und Geschäftshaus                                                                          | Wiesbadener Straße 36 (Karte)                                                           | 1903                 | Historismus, Neorenaissance, Carl Mayer Geschützt nach § 2 DSchG |    |
|      | Schillerschule                                                                                   | Wiesbadener Straße 40 (Karte)                                                           | 1906–1908            | Das Gebäude diente als Sammelschulgebäude und beherbergte zeitweise eine höhere Töchterschule. Albert Pantle, Emil Mayer Geschützt nach § 2 DSchG |    |
|      | Mietshaus                                                                                        | Wiesbadener Straße 46 (Karte)                                                           | 1899                 | Historismus, Neorenaissance, Ferdinand Heinrich Grotz Geschützt nach § 2 DSchG |    |
|      | Mietshaus                                                                                        | Wiesbadener Straße 47 (Karte)                                                           | 1902                 | Historismus, Neorenaissance, Gustav Grimm Geschützt nach § 2 DSchG |    |
|      | Wohnhaus                                                                                         | Wiesbadener Straße 73 (Karte)                                                           | 1910                 | Historismus, Neobarock Geschützt nach § 2 DSchG |    |
|      | Wohnhaus                                                                                         | Wildbader Straße 4 (Karte)                                                              | 1897                 | Ehemaliges Wohnhaus Haller, Historismus, Emil Haller Geschützt nach § 2 DSchG |    |

### Muckensturm
| Bild | Bezeichnung                                 | Lage                         | Datierung  | Beschreibung                                                                                 | ID |
| ---- | ------------------------------------------- | ---------------------------- | ---------- | -------------------------------------------------------------------------------------------- | -- |
|      | Weinberge mit Weinberghäuschen und Seilbahn | Gewann Halde (Karte)         |            | Geschützt nach § 2 DSchG                                                                     |    |
|      | Wohnhaus                                    | Steinhaldenstraße 50 (Karte) |            | Geschützt nach § 2 DSchG                                                                     |    |
|      | Hauptfriedhof Steinhaldenfeld               | Steinhaldenstraße 50 (Karte) | 1916, 1919 | Ludwig Eisenlohr, Oskar Pfennig, Gartendirektor Ehmann, W. J. Frick Geschützt nach § 2 DSchG | BW |
|      | Leichenhalle                                | Steinhaldenstraße 52 (Karte) | 1916, 1919 | Geschützt nach § 2 DSchG                                                                     |    |

### Neckarvorstadt
| Bild | Bezeichnung                                                                             | Lage                                                                                       | Datierung                        | Beschreibung | ID |
| ---- | --------------------------------------------------------------------------------------- | ------------------------------------------------------------------------------------------ | -------------------------------- | --- | -- |
|      | Kraftwerk                                                                               | Am Leuzebad 22, 24, 24/1 (Karte)                                                           | 1930                             | Bauhaus, Neues Bauen, Internationaler Stil, Paul Bonatz, Prof. Geschützt nach § 2 DSchG                                                                                             |    |
|      | 10 Doppelmietshäuser (Sachgesamtheit)                                                   | Andernacher Weg 1, 3, 5, 7, 9 Haldenstraße 56, 58, 60, 62, 64 Rosenaustraße 40, 42 (Karte) | 1896–1898                        | Historismus, Ernst Rapp Geschützt nach § 2 DSchG | BW |
|      | Mietshäuser (Teil der SG Mietshäuser)                                                   | Andernacher Weg 1 (Karte)                                                                  | 1896–1898                        | Historismus, Ernst Rapp Geschützt nach § 2 DSchG |    |
|      | Mietshäuser (Teil der SG Mietshäuser)                                                   | Andernacher Weg 3, 5 (Karte)                                                               | 1896–1898                        | Historismus, Ernst Rapp Geschützt nach § 2 DSchG |    |
|      | Mietshäuser (Teil der SG Mietshäuser)                                                   | Andernacher Weg 7, 9 (Karte)                                                               | 1896–1898                        | Historismus, Ernst Rapp Geschützt nach § 2 DSchG |    |
|      | Wohnhaus mit Zwerchhaus                                                                 | Brückenstraße 5 (Karte)                                                                    | 1884                             | Chr. Weisser (Zwerchhaus von 1884) Geschützt nach § 2 DSchG |    |
|      | Barocker Keilstein des Kellerabgangs                                                    | Brückenstraße 6 (Karte)                                                                    | 1771                             | Barock Geschützt nach § 2 DSchG |    |
|      | Wohn- und Geschäftshaus                                                                 | Brückenstraße 7 (Karte)                                                                    | 1500–1700, 1890                  | Geschützt nach § 2 DSchG |    |
|      | Wohnhaus                                                                                | Brückenstraße 9 (Karte)                                                                    | 1590–1610                        | Renaissance Geschützt nach § 2 DSchG |    |
|      | Eingemauerter Stein                                                                     | Brückenstraße 10 (Karte)                                                                   | 1591                             | Geschützt nach § 2 DSchG | BW |
|      | Wohnhaus                                                                                | Brückenstraße 15 (Karte)                                                                   | 1690–1710                        | Barock Geschützt nach § 2 DSchG |    |
|      | Katholische Martinskirche                                                               | Brückenstraße 22 (Karte)                                                                   | 1511–1516, 1856–1858, 1948–1950  | Gotik, Historismus – Neogotik, Josef Egle (Umbau 1856–1858) Geschützt nach § 2 DSchG                                                                                                |    |
|      | Türgewände                                                                              | Brückenstraße 23 (Karte)                                                                   |                                  | Renaissance Geschützt nach § 2 DSchG |    |
|      | Sachgesamtheit Wilhelmaplatz 4/6 und Duisburger Str. 3                                  | Duisburger Straße 3, Wilhelmsplatz 4, 6 (Karte)                                            | 1909/10                          | Georg Friedrich Bihl und Alfred Woltz Geschützt nach § 2 DSchG |    |
|      | Mietshaus (Teil der Sachgesamtheit Mietshaus)                                           | Haldenstraße 58 (Karte)                                                                    | 1896–1898                        | Historismus, Ernst Rapp Geschützt nach § 2 DSchG |    |
|      | Mietshaus (Teil der Sachgesamtheit Mietshaus)                                           | Haldenstraße 58 (Karte)                                                                    | 1896–1898                        | Historismus, Ernst Rapp Geschützt nach § 2 DSchG |    |
|      | Mietshaus (Teil der Sachgesamtheit Mietshaus)                                           | Haldenstraße 60 (Karte)                                                                    | 1896–1898                        | Historismus, Ernst Rapp Geschützt nach § 2 DSchG |    |
|      | Mietshaus (Teil der Sachgesamtheit Mietshaus)                                           | Haldenstraße 62 (Karte)                                                                    | 1896–1898                        | Historismus, Ernst Rapp Geschützt nach § 2 DSchG |    |
|      | Mietshaus (Teil der Sachgesamtheit Mietshaus)                                           | Haldenstraße 64 (Karte)                                                                    | 1896–1898                        | Historismus, Ernst Rapp Geschützt nach § 2 DSchG |    |
|      | Wohnhaus                                                                                | Neckartalstraße 67 (Karte)                                                                 | 1846, 1850                       | Geschützt nach § 2 DSchG |    |
|      | Wohnhaus                                                                                | Neckartalstraße 69 (Karte)                                                                 | 1843                             | Klassizismus, Ludwig Friedrich von Gaab Geschützt nach § 2 DSchG |    |
|      | Wohnhaus                                                                                | Neckartalstraße 71 (Karte)                                                                 | 1843                             | Klassizismus, Ludwig Friedrich von Gaab Geschützt nach § 2 DSchG |    |
|      | Säulen für ein Mussolini-Denkmal (Teil der SG „Ehemaliges Travertinwerk Adolf Lauster“) | Neckartalstraße, Flst.Nr. 1018 (Karte)                                                     | 1938                             | Die Travertinsäulen am Lauster-Areal waren für ein Mussolini-Denkmal vorgesehen. Albert Speer Geschützt nach § 2 DSchG                                                              |    |
|      | Wohn- und Geschäftshaus (Sachgesamtheit)                                                | Pragstraße 8, 10, Wilhelmastraße 9 (Karte)                                                 | 1902                             | H. Weißhaar Geschützt nach § 2 DSchG |    |
|      | Mietshaus (Teil der Sachgesamtheit Mietshäuser)                                         | Rosenaustraße 40 (Karte)                                                                   | 1896–1898                        | Historismus, Ernst Rapp Geschützt nach § 2 DSchG |    |
|      | Mietshaus (Teil der Sachgesamtheit Mietshäuser)                                         | Rosenaustraße 42 (Karte)                                                                   | 1896–1898                        | Historismus, Ernst Rapp Geschützt nach § 2 DSchG |    |
|      | Schloss Rosenstein                                                                      | Rosenstein 14 (Karte)                                                                      | 1824–1829                        | In dem klassizistischen Gebäude ist das Museum Schloss Rosenstein untergebracht. Giovanni Salucci, Hofbaumeister Geschützt nach § 12 DSchG                                          |    |
|      | Rosengarten mit Plastiken                                                               | Rosensteinpark, Rosengarten, Flst.Nr. 2826/1 (Karte)                                       | 1908–1910                        | Park und Rosengarten mit figürlichen Darstellungen, Oberhofgärtner Bosch, Eduard Mayer, Bildhauer („Roma“ 1854) Geschützt nach § 2 DSchG                                            |    |
|      | Alter Eisenbahntunnel                                                                   | Rosensteinpark, Flst.Nr. 2826/1, 2826/16, 680 (Karte)                                      | 1844–1846                        | Kalbfell, Bezirksinspektor Geschützt nach § 2 DSchG |    |
|      | Neuer Eisenbahntunnel                                                                   | Rosensteinpark, Flst.Nr. 2826/1, 2873/2 (Karte)                                            | 1912–1914                        | Geschützt nach § 2 DSchG | BW |
|      | Schloss Wilhelma mit Nebengebäuden (inkl. Theater) und Park (Sachgesamtheit)            | Wilhelma 2, 3, 4, 5, 6, 7, 7/1, 7/2, 8, 9; Flst. Nr. 2826/4 (Karte)                        | 1839–1851, 1863–1865             | Die Anlage wurde im Maurischen Stil errichtet. Sie umfasst auch das Wilhelma-Theater (s. u. Wilhelma 9). Karl Ludwig von Zanth, Wilhelm Bäumer (1863–1865) Geschützt nach § 2 DSchG |    |
|      | Gewächshäuser (Teil der SG „Wilhelma mit Nebengebäuden“)                                | Wilhelma 2 (Karte)                                                                         |                                  | Gewächshäuser in der Wilhelma Geschützt nach § 12 DSchG |    |
|      | Ehemaliges Badhaus (Teil der SG „Wilhelma mit Nebengebäuden“)                           | Wilhelma 2                                                                                 |                                  | Geschützt nach § 12 DSchG |    |
|      | Wandelgang (Teil der SG „Wilhelma mit Nebengebäuden“)                                   | Wilhelma 2, 3, 4, 5                                                                        |                                  | Wandelgang in der Wilhelma Geschützt nach § 12 DSchG |    |
|      | Wohnhaus (Teil der SG „Wilhelma mit Nebengebäuden“)                                     | Wilhelma 4                                                                                 | 1863–1865                        | Die Vorplanung leistete Zanth. Wilhelm Bäumer Geschützt nach § 2 DSchG |    |
|      | Belvedere (Teil der SG „Wilhelma mit Nebengebäuden“)                                    | Wilhelma 6 (Karte)                                                                         |                                  | Geschützt nach § 2 DSchG |    |
|      | Damaszenerwache (Teil der SG „Wilhelma mit Nebengebäuden“)                              | Wilhelma 7 (Karte)                                                                         | 1863–1865                        | Die Vorplanung leistete Zanth. Wilhelm Bäumer Geschützt nach § 2 DSchG |    |
|      | Ehemalige Hofgärtnerei (Teil der SG „Wilhelma mit Nebengebäuden“)                       | Wilhelma 7/1, 7/2                                                                          |                                  | Die einstige Hofgärtnerei ist nur fragmentarisch erhalten. Geschützt nach § 12 DSchG                                                                                                |    |
|      | Eingangspavillon (Teil der SG „Wilhelma mit Nebengebäuden“)                             | Wilhelma 8                                                                                 |                                  | Geschützt nach § 2 DSchG |    |
|      | Gewächshäuser (Teil der SG „Wilhelma mit Nebengebäuden“)                                | Wilhelma 2                                                                                 |                                  | Gewächshäuser in der Wilhelma Geschützt nach § 12 DSchG |    |
|      | Terracottamauer (Teil der SG „Wilhelma mit Nebengebäuden“)                              | Wilhelma 8                                                                                 |                                  | Geschützt nach § 12 DSchG |    |
|      | Wilhelma-Theater                                                                        | Wilhelma 9 (Karte)                                                                         | 1839–1840, 1903, 1909, 1985–1987 | Klassizismus, Karl Ludwig von Zanth Geschützt nach § 12 DSchG |    |
|      | Zirkelwand (Teil der SG „Wilhelma mit Nebengebäuden“)                                   | Wilhelma 9 (Karte)                                                                         |                                  | Geschützt nach § 12 DSchG |    |
|      | Stützmauer mit Treppenanlage (Teil der SG „Wilhelma mit Nebengebäuden“)                 | Wilhelma, Flst. Nr. 2826/4                                                                 |                                  | Geschützt nach § 12 DSchG |    |
|      | Wohn- und Gasthaus „Adler“                                                              | Wilhelmaplatz 4, 6 (Karte)                                                                 | 1910                             | Bihl Georg Friedrich und Alfred Woltz Geschützt nach § 2 DSchG |    |
|      | Keilstein                                                                               | Wilhelmastraße 4/1                                                                         | 1723                             | Barock Geschützt nach § 2 DSchG |    |
|      | Wohn- und Geschäftshaus                                                                 | Wilhelmastraße 9                                                                           |                                  | Geschützt nach § 2 DSchG |    |

### Pragstraße
| Bild | Bezeichnung                                   | Lage                                                                             | Datierung | Beschreibung                                       | ID |
| ---- | --------------------------------------------- | -------------------------------------------------------------------------------- | --------- | -------------------------------------------------- | -- |
|      | Mietshausgruppe „Parkquelle“ (Sachgesamtheit) | Pragstraße 88, 90, 92, 94, Quellenstraße 1, 3, 5 (Karte)                         | 1911–1912 | Dautel und Haller Geschützt nach § 2 DSchG         |    |
|      | Bronzerelief                                  | Pragstraße 136 Der Standort des Reliefs ist laut Denkmalliste ungeklärt. (Karte) | 1920–1930 | Ulfert Janssen, Bildhauer Geschützt nach § 2 DSchG | BW |

### Schmidener Vorstadt
| Bild           | Bezeichnung                             | Lage                                                   | Datierung | Beschreibung                                                  | ID |
| -------------- | --------------------------------------- | ------------------------------------------------------ | --------- | ------------------------------------------------------------- | -- |
| Weitere Bilder | Mietshaus                               | Dilleniusstraße 1, Obere Waiblinger Straße 127 (Karte) | 1910      | Otto Wörner, Baumeister Geschützt nach § 2 DSchG              |    |
|                | Wohnhaus                                | Melanchthonstraße 15 (Karte)                           | 1908      | Jugendstil, Otto Wörner, Werkmeister Geschützt nach § 2 DSchG |    |
| Weitere Bilder | Miets- und Gasthaus „Einkehr-Jägerhaus“ | Obere Waiblinger Straße 110 (Karte)                    | 1905      | Jugendstil, Karl Stadlinger Geschützt nach § 2 DSchG          |    |
|                | Wohn- und Geschäftshaus                 | Oppelner Straße 2 (Karte)                              | 1905      | Jugendstil, Richard Ehni Geschützt nach § 2 DSchG             |    |

### Seelberg
| Bild           | Bezeichnung                                                                             | Lage                                                             | Datierung                  | Beschreibung | ID |
| -------------- | --------------------------------------------------------------------------------------- | ---------------------------------------------------------------- | -------------------------- | --- | -- |
|                | Straße mit Allee und Brücke (Sachgesamtheit)                                            | Alte Untertürkheimer Straße, Flst.Nr. 2966, 2986, 3930/2 (Karte) |                            | Geschützt nach § 2 DSchG | BW |
|                | Wohnhaus                                                                                | Daimlerstraße 61, 63 (Karte)                                     | 1867                       | Ch. Metzger, Werkmeister Geschützt nach § 2 DSchG |    |
|                | Mietshaus                                                                               | Deckerstraße 53, Karlsbader Straße 53 (Karte)                    | 1914                       | Jugendstil, Paul Blankenhorn, Baumeister Geschützt nach § 2 DSchG |    |
|                | Wohnhaus und, gemeinsam mit Haus Kissinger Straße 76, Torbogen                          | Dennerstraße 100, Kissinger Straße 78 (Karte)                    | 1906                       | Jugendstil, Karl Stadlinger Geschützt nach § 2 DSchG |    |
| Weitere Bilder | Reihenhaussiedlung Emser Straße/Nauheimer Straße/Waiblinger Straße                      | Emser Straße 2 (Karte)                                           | 1926–1928, 1927            | Heimatstil, Expressionismus, Heim und Seezer (1926–1928), Emil Haller, Architekt (1927) Teil der Sachgesamtheit Reihenhaussiedlung bestehend aus Emser Straße 2 bis 18 (gerade), Nauheimer Straße 73 bis 85 C (ungerade) und Waiblinger Straße 44, 46, 48 Geschützt nach § 2 DSchG |    |
| Weitere Bilder | Reihenhaussiedlung Emser Straße/Nauheimer Straße/Waiblinger Straße                      | Emser Straße 4 (Karte)                                           | 1926–1928, 1927            | Heimatstil, Expressionismus, Heim und Seezer (1926–1928), Emil Haller, Architekt (1927) Teil der Sachgesamtheit Reihenhaussiedlung bestehend aus Emser Straße 2 bis 18 (gerade), Nauheimer Straße 73 bis 85 C (ungerade) und Waiblinger Straße 44, 46, 48 Geschützt nach § 2 DSchG |    |
| Weitere Bilder | Reihenhaussiedlung Emser Straße/Nauheimer Straße/Waiblinger Straße                      | Emser Straße 6 (Karte)                                           | 1926–1928, 1927            | Heimatstil, Expressionismus, Heim und Seezer (1926–1928), Emil Haller, Architekt (1927) Teil der Sachgesamtheit Reihenhaussiedlung bestehend aus Emser Straße 2 bis 18 (gerade), Nauheimer Straße 73 bis 85 C (ungerade) und Waiblinger Straße 44, 46, 48 Geschützt nach § 2 DSchG | BW |
| Weitere Bilder | Reihenhaussiedlung Emser Straße/Nauheimer Straße/Waiblinger Straße                      | Emser Straße 8 (Karte)                                           | 1926–1928, 1927            | Heimatstil, Expressionismus, Heim und Seezer (1926–1928), Emil Haller, Architekt (1927) Teil der Sachgesamtheit Reihenhaussiedlung bestehend aus Emser Straße 2 bis 18 (gerade), Nauheimer Straße 73 bis 85 C (ungerade) und Waiblinger Straße 44, 46, 48 Geschützt nach § 2 DSchG | BW |
| Weitere Bilder | Reihenhaussiedlung Emser Straße/Nauheimer Straße/Waiblinger Straße                      | Emser Straße 10 (Karte)                                          | 1926–1928, 1927            | Heimatstil, Expressionismus, Heim und Seezer (1926–1928), Emil Haller, Architekt (1927) Teil der Sachgesamtheit Reihenhaussiedlung bestehend aus Emser Straße 2 bis 18 (gerade), Nauheimer Straße 73 bis 85 C (ungerade) und Waiblinger Straße 44, 46, 48 Geschützt nach § 2 DSchG | BW |
| Weitere Bilder | Reihenhaussiedlung Emser Straße/Nauheimer Straße/Waiblinger Straße                      | Emser Straße 12 (Karte)                                          | 1926–1928, 1927            | Heimatstil, Expressionismus, Heim und Seezer (1926–1928), Emil Haller, Architekt (1927) Teil der Sachgesamtheit Reihenhaussiedlung bestehend aus Emser Straße 2 bis 18 (gerade), Nauheimer Straße 73 bis 85 C (ungerade) und Waiblinger Straße 44, 46, 48 Geschützt nach § 2 DSchG | BW |
| Weitere Bilder | Reihenhaussiedlung Emser Straße/Nauheimer Straße/Waiblinger Straße                      | Emser Straße 14 (Karte)                                          | 1926–1928, 1927            | Heimatstil, Expressionismus, Heim und Seezer (1926–1928), Emil Haller, Architekt (1927) Teil der Sachgesamtheit Reihenhaussiedlung bestehend aus Emser Straße 2 bis 18 (gerade), Nauheimer Straße 73 bis 85 C (ungerade) und Waiblinger Straße 44, 46, 48 Geschützt nach § 2 DSchG | BW |
| Weitere Bilder | Reihenhaussiedlung Emser Straße/Nauheimer Straße/Waiblinger Straße                      | Emser Straße 16 (Karte)                                          | 1926–1928, 1927            | Heimatstil, Expressionismus, Heim und Seezer (1926–1928), Emil Haller, Architekt (1927) Teil der Sachgesamtheit Reihenhaussiedlung bestehend aus Emser Straße 2 bis 18 (gerade), Nauheimer Straße 73 bis 85 C (ungerade) und Waiblinger Straße 44, 46, 48 Geschützt nach § 2 DSchG |    |
| Weitere Bilder | Reihenhaussiedlung Emser Straße/Nauheimer Straße/Waiblinger Straße                      | Emser Straße 18 (Karte)                                          | 1926–1928, 1927            | Heimatstil, Expressionismus, Heim und Seezer (1926–1928), Emil Haller, Architekt (1927) Teil der Sachgesamtheit Reihenhaussiedlung bestehend aus Emser Straße 2 bis 18 (gerade), Nauheimer Straße 73 bis 85 C (ungerade) und Waiblinger Straße 44, 46, 48 Geschützt nach § 2 DSchG |    |
|                | Hauptbahnhof Stuttgart mit Gleisanbindungen (Sachgesamtheit)                            | Hauptbahnhof Stuttgart (Karte)                                   | 1907–1916, 1916–1925       | Geschützt nach § 2 DSchG | BW |
|                | Mietshäuser (Sachgesamtheit)                                                            | Karlsbader Straße 29, Reichenhaller Straße 26, 28, 30 (Karte)    | 1908                       | Paul Blankenhorn, Baumeister Geschützt nach § 2 DSchG | BW |
|                | Wohnhaus                                                                                | Karlsbader Straße 43, 45 (Karte)                                 | 1907                       | Paul Blankenhorn, Baumeister Geschützt nach § 2 DSchG |    |
|                | Wohn- und Geschäftshaus                                                                 | Kissinger Straße 23, Martin-Luther-Straße 78 (Karte)             | 1890–1895                  | Geschützt nach § 2 DSchG |    |
|                | Wohnhaus                                                                                | Kissinger Straße 60 (Karte)                                      | 1906                       | H. Weißhaar Geschützt nach § 2 DSchG |    |
|                | Wohnhaus                                                                                | Kissinger Straße 66 (Karte)                                      | 1906                       | Jugendstil, August Mayer Geschützt nach § 2 DSchG |    |
|                | Wohnhaus                                                                                | Kissinger Straße 68 (Karte)                                      | 1906                       | Jugendstil, K. Stadlinger Geschützt nach § 2 DSchG |    |
|                | Wohnhaus                                                                                | Kissinger Straße 70 (Karte)                                      | 1906                       | Jugendstil, K. Stadlinger Geschützt nach § 2 DSchG |    |
|                | Wohnhaus und Torbogen (gemeinsam mit Haus Nr. 78)                                       | Kissinger Straße 76 (Karte)                                      | 1908                       | Jugendstil. Torbogen gemeinsam mit Haus Nr. 78. K. Stadlinger Geschützt nach § 2 DSchG |    |
|                | Wohn- und Geschäftshaus                                                                 | Marienbader Straße 1, Wildunger Straße 64 (Karte)                | 1909/10                    | Emil Haller Geschützt nach § 2 DSchG |    |
|                | Wohnhaus (einschließlich Einfriedung) – Sachgesamtheit                                  | Martin-Luther-Straße 81, 83 (Karte)                              | 1899                       | Wilhelm Zerrweck Geschützt nach § 2 DSchG |    |
|                | Wohnhaus                                                                                | Martin-Luther-Straße 82, 84 (Karte)                              | 1898                       | Historismus – Neorenaissance, Carl Mayer Geschützt nach § 2 DSchG |    |
|                | Wohnhaus                                                                                | Martin-Luther-Straße 86 (Karte)                                  | 1897                       | Historismus – Neorenaissance, Paul Blankenhorn, Baumeister Geschützt nach § 2 DSchG |    |
|                | Wohn- und Geschäftshaus mit Einfriedung (Sachgesamtheit)                                | Martin-Luther-Straße 87, Reichenhaller Straße 15 (Karte)         | 1900                       | Historismus – Neorenaissance, Paul Blankenhorn, Baumeister Geschützt nach § 2 DSchG |    |
|                | Mietshaus mit Gaststätte und Einfriedung                                                | Martin-Luther-Straße 89, Reichenhaller Straße 16 (Karte)         | 1901/02                    | Historismus, Neorenaissance, Jugendstil, Paul Blankenhorn Geschützt nach § 2 DSchG |    |
|                | Mietshaus                                                                               | Martin-Luther-Straße 92 (Karte)                                  | 1900                       | Paul Blankenhorn Geschützt nach § 2 DSchG |    |
|                | Wohnhaus                                                                                | Martin-Luther-Straße 93 (Karte)                                  | 1899                       | Historismus – Neorenaissance, Neogotik, Jugendstil, Carl Mayer Geschützt nach § 2 DSchG |    |
|                | Wohnhaus                                                                                | Martin-Luther-Straße 95 (Karte)                                  | 1900                       | Historismus, Carl Mayer Geschützt nach § 2 DSchG |    |
| Weitere Bilder | Reihenhaussiedlung Emser Straße/Nauheimer Straße/Waiblinger Straße                      | Nauheimer Straße 73 (Karte)                                      | 1926–1928, 1927            | Heimatstil, Expressionismus, Heim und Seezer (1926–1928), Emil Haller, Architekt (1927) Teil der Sachgesamtheit Reihenhaussiedlung bestehend aus Emser Straße 2 bis 18 (gerade), Nauheimer Straße 73 bis 85 C (ungerade) und Waiblinger Straße 44, 46, 48 Geschützt nach § 2 DSchG |    |
| Weitere Bilder | Reihenhaussiedlung Emser Straße/Nauheimer Straße/Waiblinger Straße                      | Nauheimer Straße 75 (Karte)                                      | 1926–1928, 1927            | Heimatstil, Expressionismus, Heim und Seezer (1926–1928), Emil Haller, Architekt (1927) Teil der Sachgesamtheit Reihenhaussiedlung bestehend aus Emser Straße 2 bis 18 (gerade), Nauheimer Straße 73 bis 85 C (ungerade) und Waiblinger Straße 44, 46, 48 Geschützt nach § 2 DSchG |    |
| Weitere Bilder | Reihenhaussiedlung Emser Straße/Nauheimer Straße/Waiblinger Straße                      | Nauheimer Straße 77 (Karte)                                      | 1926–1928, 1927            | Heimatstil, Expressionismus, Heim und Seezer (1926–1928), Emil Haller, Architekt (1927) Teil der Sachgesamtheit Reihenhaussiedlung bestehend aus Emser Straße 2 bis 18 (gerade), Nauheimer Straße 73 bis 85 C (ungerade) und Waiblinger Straße 44, 46, 48 Geschützt nach § 2 DSchG |    |
| Weitere Bilder | Reihenhaussiedlung Emser Straße/Nauheimer Straße/Waiblinger Straße                      | Nauheimer Straße 79 (Karte)                                      | 1926–1928, 1927            | Heimatstil, Expressionismus, Heim und Seezer (1926–1928), Emil Haller, Architekt (1927) Teil der Sachgesamtheit Reihenhaussiedlung bestehend aus Emser Straße 2 bis 18 (gerade), Nauheimer Straße 73 bis 85 C (ungerade) und Waiblinger Straße 44, 46, 48 Geschützt nach § 2 DSchG | BW |
| Weitere Bilder | Reihenhaussiedlung Emser Straße/Nauheimer Straße/Waiblinger Straße                      | Nauheimer Straße 81 (Karte)                                      | 1926–1928, 1927            | Heimatstil, Expressionismus, Heim und Seezer (1926–1928), Emil Haller, Architekt (1927) Teil der Sachgesamtheit Reihenhaussiedlung bestehend aus Emser Straße 2 bis 18 (gerade), Nauheimer Straße 73 bis 85 C (ungerade) und Waiblinger Straße 44, 46, 48 Geschützt nach § 2 DSchG |    |
| Weitere Bilder | Reihenhaussiedlung Emser Straße/Nauheimer Straße/Waiblinger Straße                      | Nauheimer Straße 83 (Karte)                                      | 1926–1928, 1927            | Heimatstil, Expressionismus, Heim und Seezer (1926–1928), Emil Haller, Architekt (1927) Teil der Sachgesamtheit Reihenhaussiedlung bestehend aus Emser Straße 2 bis 18 (gerade), Nauheimer Straße 73 bis 85 C (ungerade) und Waiblinger Straße 44, 46, 48 Geschützt nach § 2 DSchG |    |
| Weitere Bilder | Reihenhaussiedlung Emser Straße/Nauheimer Straße/Waiblinger Straße                      | Nauheimer Straße 85a (Karte)                                     | 1926–1928, 1927            | Heimatstil, Expressionismus, Heim und Seezer (1926–1928), Emil Haller, Architekt (1927) Teil der Sachgesamtheit Reihenhaussiedlung bestehend aus Emser Straße 2 bis 18 (gerade), Nauheimer Straße 73 bis 85 C (ungerade) und Waiblinger Straße 44, 46, 48 Geschützt nach § 2 DSchG |    |
| Weitere Bilder | Reihenhaussiedlung Emser Straße/Nauheimer Straße/Waiblinger Straße                      | Nauheimer Straße 85b (Karte)                                     | 1926–1928, 1927            | Heimatstil, Expressionismus, Heim und Seezer (1926–1928), Emil Haller, Architekt (1927) Teil der Sachgesamtheit Reihenhaussiedlung bestehend aus Emser Straße 2 bis 18 (gerade), Nauheimer Straße 73 bis 85 C (ungerade) und Waiblinger Straße 44, 46, 48 Geschützt nach § 2 DSchG |    |
| Weitere Bilder | Reihenhaussiedlung Emser Straße/Nauheimer Straße/Waiblinger Straße                      | Nauheimer Straße 85c (Karte)                                     | 1926–1928, 1927            | Heimatstil, Expressionismus, Heim und Seezer (1926–1928), Emil Haller, Architekt (1927) Teil der Sachgesamtheit Reihenhaussiedlung bestehend aus Emser Straße 2 bis 18 (gerade), Nauheimer Straße 73 bis 85 C (ungerade) und Waiblinger Straße 44, 46, 48 Geschützt nach § 2 DSchG |    |
|                | Mietshaus mit Gaststätte (Teil der SG „Mietshaus mit Gaststätte, einschl. Einfriedung“) | Reichenhaller Straße 16 (Karte)                                  |                            | Geschützt nach § 2 DSchG |    |
|                | Wohnhaus                                                                                | Reichenhaller Straße 18, 20 (Karte)                              | 1901–1902                  | Keller und Zerrweck Geschützt nach § 2 DSchG |    |
|                | Wohnhaus                                                                                | Reichenhaller Straße 21, 23 (Karte)                              | 1899                       | Historismus, Wilhelm Zerrweck, Bauführer Geschützt nach § 2 DSchG |    |
|                | Mietshaus (Teil der SG „Mietshäuser“)                                                   | Reichenhaller Straße 26 (Karte)                                  |                            | Geschützt nach § 2 DSchG |    |
|                | Mietshaus (Teil der SG „Mietshäuser“)                                                   | Reichenhaller Straße 28 (Karte)                                  |                            | Geschützt nach § 2 DSchG |    |
|                | Mietshaus (Teil der SG „Mietshäuser“)                                                   | Reichenhaller Straße 30 (Karte)                                  |                            | Geschützt nach § 2 DSchG | BW |
|                | Mietshäuser mit Vorgärten und Torbögen (Sachgesamtheit)                                 | Taubenheimstraße 33, 35, 37 (Karte)                              | 1907                       | Historismus, August Mayer, Regierungsbaumeister Geschützt nach § 2 DSchG |    |
|                | Mietshaus (Teil der SG Mietshäuser mit Vorgärten und Torbögen)                          | Taubenheimstraße 33 (Karte)                                      | 1907                       | Historismus, August Mayer, Regierungsbaumeister Geschützt nach § 2 DSchG |    |
|                | Mietshaus (Teil der SG Mietshäuser mit Vorgärten und Torbögen)                          | Taubenheimstraße 35 (Karte)                                      | 1907                       | Historismus, August Mayer, Regierungsbaumeister Geschützt nach § 2 DSchG |    |
|                | Mietshaus (Teil der SG Mietshäuser mit Vorgärten und Torbögen)                          | Taubenheimstraße 37 (Karte)                                      | 1907                       | Historismus, August Mayer, Regierungsbaumeister Geschützt nach § 2 DSchG |    |
|                | Offiziersspeiseanstalt mit Einfriedung (Sachgesamtheit)                                 | Taubenheimstraße 87, Flst.Nr. 3918/1 (Karte)                     | 1895, 1910                 | Historismus – Neorenaissance, Mantling, Militärbauinspektor (1895), Wirth, Militärbauinspektor (1910) Geschützt nach § 2 DSchG |    |
|                | Soldatenwohnhaus                                                                        | Taubenheimstraße 91 (Karte)                                      | 1895–1896, 1912            | Historismus – Neorenaissance, Holch, Märklin, Glocker, Stoll, Militärarchitekten; Wirth, Bauer, Militärarchitekten (1912) Geschützt nach § 2 DSchG |    |
| Weitere Bilder | Reihenhaussiedlung Emser Straße/Nauheimer Straße/Waiblinger Straße                      | Waiblinger Straße 44 (Karte)                                     | 1926–1928, 1927            | Heimatstil, Expressionismus, Heim und Seezer (1926–1928), Emil Haller, Architekt (1927) Teil der Sachgesamtheit Reihenhaussiedlung bestehend aus Emser Straße 2 bis 18 (gerade), Nauheimer Straße 73 bis 85 C (ungerade) und Waiblinger Straße 44, 46, 48 Geschützt nach § 2 DSchG |    |
| Weitere Bilder | Reihenhaussiedlung Emser Straße/Nauheimer Straße/Waiblinger Straße                      | Waiblinger Straße 46 (Karte)                                     | 1926–1928, 1927            | Heimatstil, Expressionismus, Heim und Seezer (1926–1928), Emil Haller, Architekt (1927) Teil der Sachgesamtheit Reihenhaussiedlung bestehend aus Emser Straße 2 bis 18 (gerade), Nauheimer Straße 73 bis 85 C (ungerade) und Waiblinger Straße 44, 46, 48 Geschützt nach § 2 DSchG |    |
| Weitere Bilder | Reihenhaussiedlung Emser Straße/Nauheimer Straße/Waiblinger Straße                      | Waiblinger Straße 48 (Karte)                                     | 1926–1928, 1927            | Heimatstil, Expressionismus, Heim und Seezer (1926–1928), Emil Haller, Architekt (1927) Teil der Sachgesamtheit Reihenhaussiedlung bestehend aus Emser Straße 2 bis 18 (gerade), Nauheimer Straße 73 bis 85 C (ungerade) und Waiblinger Straße 44, 46, 48 Geschützt nach § 2 DSchG |    |
|                | Evangelische Lutherkirche                                                               | Waiblinger Straße 50 (Karte)                                     | 1897–1900, 1944–1950, 1980 | Historismus – Neogotik, R. Böklen, K. Feil Geschützt nach § 2 DSchG |    |
|                | Uff-Friedhof (Sachgesamtheit)                                                           | Waiblinger Straße 66, Flst.nr. 3681 (Karte)                      |                            | Geschützt nach § 2 DSchG |    |
|                | Uffkirche                                                                               | Waiblinger Straße 83 (Karte)                                     | 1861–1862                  | Gotik – Spätgotik. Die spätgotische Kirche wurde 1861/62 erweitert. Geschützt nach § 12 DSchG |    |
|                | Katholische Liebfrauenkirche                                                            | Wildunger Straße 57 (Karte)                                      | 1907–1909                  | Als Vorbild für diese historistische, neogotische Kirche diente ein Bauwerk in der Normandie. Joseph Cades Geschützt nach § 2 DSchG |    |
|                | Wohn- und Bürogebäude                                                                   | Wildunger Straße 60 (Karte)                                      | 1910                       | Emil Haller, Werkmeister Geschützt nach § 2 DSchG |    |
|                | Mietshäuser (Haus Nr. 5 mit Gartenhaus) – Sachgesamtheit                                | Wörishofener Straße 3, 5, 7 (Karte)                              | 1903                       | Historismus – Neorenaissance, Jugendstil, Paul Blankenhorn, Baumeister Geschützt nach § 2 DSchG |    |
|                | Mietshaus (Teil der SG „Mietshäuser“)                                                   | Wörishofener Straße 5 (Karte)                                    | 1903                       | Zu dem historistischen, neogotischen Haus gehört ein Gartenhaus. Paul Blankenhorn Geschützt nach § 2 DSchG |    |
|                | Mietshaus (Teil der SG „Mietshäuser“)                                                   | Wörishofener Straße 7 (Karte)                                    | 1902                       | Paul Blankenhorn Geschützt nach § 2 DSchG |    |

### Steinhaldenfeld
| Bild | Bezeichnung                                                  | Lage                                                                                          | Datierung | Beschreibung             | ID |
| ---- | ------------------------------------------------------------ | --------------------------------------------------------------------------------------------- | --------- | ------------------------ | -- |
|      | Weinberge mit Weinberghäuschen und Seilbahn (Sachgesamtheit) | Zuckerberg, Steinhalde, Flst.Nr. 6899/2 – 6909, 6924 – 6948 und 2151 – 2169 (S-Hofen) (Karte) |           | Geschützt nach § 2 DSchG |    |

### Veielbrunnen
| Bild | Bezeichnung                                  | Lage                                                  | Datierung       | Beschreibung | ID |
| ---- | -------------------------------------------- | ----------------------------------------------------- | --------------- | --- | -- |
|      | Bahnhof                                      | Bahnhofstraße 30 (Karte)                              | 1915/16         | Neue Sachlichkeit, M. Mayer und Schaal Geschützt nach § 2 DSchG |    |
|      | Lager- und Bürogebäude                       | Bellingweg 21 (Karte)                                 | 1921            | In dem Bauwerk der Neuen Sachlichkeit ist das Stadtarchiv Stuttgart untergebracht. Albert Schieber Geschützt nach § 2 DSchG |    |
|      | Eisenbahnbrücke                              | König-Karl-Straße, Flst.Nr.2855/1, 2890, 2892 (Karte) | 1912–1914       | Firma Wayss & Freytag Geschützt nach § 2 DSchG |    |
|      | Wohngebäude (Hochhaus)                       | Veielbrunnenweg 1 (Karte)                             | 1928            | Wohngebäude Straßenbahnbetriebshof, Müller (?) Geschützt nach § 2 DSchG |    |
|      | Dienstgebäude                                | Veielbrunnenweg 3 (Karte)                             | 1928            | ehem. Straßenbahnbetriebshof, Straßenbahnmuseum, Müller (?) Geschützt nach § 2 DSchG |    |
|      | Veielbrunnen mit Grünanlage (Sachgesamtheit) | Veielbrunnenweg, Flst. Nr. 2945 (Karte)               | 1920–1940, 1954 | Der neoklassizistische Veielbrunnen liegt etwa bei Hausnummer 10. Er ist nach dem Mediziner Albert von Veiel benannt und spendet einen Natrium-Calcium-Chlorid-Sulfat-Hydrogenkarbonat-Säuerling. Der Brunnen, im Krieg beschädigt und 1954 neu gefasst, besitzt ein langgestrecktes Becken aus Travertin. Aus den vier Röhren fließt pro Sekunde ein Liter Mineralwasser. Die Umfassungsmauer ist mit zwei Skulpturen aus Muschelkalk, einer Schildkröte und einem Krebs, verziert. Geschützt nach § 2 DSchG |    |

### Wasen
| Bild | Bezeichnung                                                  | Lage                                                      | Datierung        | Beschreibung                                                                                            | ID |
| ---- | ------------------------------------------------------------ | --------------------------------------------------------- | ---------------- | --- | -- |
|      | Berger Steg                                                  | Berger Steg, Flst.Nr.800, 801, 2853 (Karte)               | 1928, 1958, 1983 | Wasserschifffahrtsamt und Tiefbauamt Stuttgart Geschützt nach § 2 DSchG                                 |    |
|      | Statue „Die Wehrkraft“                                       | König-Karls-Brücke, Schönestraße, Flst.Nr. 2900/3 (Karte) | 1901             | Adolf Fremd, Bildhauer Geschützt nach § 2 DSchG                                                         |    |
|      | Tribünenbau mit Presseturm (Teil der SG „Festwiesentribüne“) | Mercedesstraße 80 (Karte)                                 | 1934             | Seit Anfang 2010er gibt es kein Presseturm. Die Tribune wurden stark verändert Geschützt nach § 2 DSchG | BW |
|      | Festwiesentribüne (Sachgesamtheit)                           | Mercedesstraße 80 (Karte)                                 | 1933/34          | Geschützt nach § 2 DSchG                                                                                | BW |
|      | Diskuswerferin (Teil der SG „Festwiesentribüne“)             | Mercedesstraße 80                                         | 1940             | Emil Kiemlen, Künstler Geschützt nach § 2 DSchG                                                         |    |

### Winterhalde
| Bild           | Bezeichnung                                                                            | Lage                            | Datierung | Beschreibung                                                                 | ID |
| -------------- | -------------------------------------------------------------------------------------- | ------------------------------- | --------- | ---------------------------------------------------------------------------- | -- |
|                | Mehrfamilienhaus (Teil der SG Mehrfamilienhäuser, Königliche Eisenbahn-Hochbausektion) | Hultschiner Straße 3 (Karte)    |           | Bach, Königliche Eisenbahn-Hochbausektion Cannstatt Geschützt nach § 2 DSchG |    |
|                | Mehrfamilienhaus (Teil der SG Mehrfamilienhäuser, Königliche Eisenbahn-Hochbausektion) | Hultschiner Straße 4 (Karte)    |           | Bach, Königliche Eisenbahn-Hochbausektion Cannstatt Geschützt nach § 2 DSchG |    |
|                | Mehrfamilienhaus (Teil der SG Mehrfamilienhäuser, Königliche Eisenbahn-Hochbausektion) | Hultschiner Straße 5, 7 (Karte) |           | Bach, Königliche Eisenbahn-Hochbausektion Cannstatt Geschützt nach § 2 DSchG |    |
|                | Mehrfamilienhaus (Teil der SG Mehrfamilienhäuser, Königliche Eisenbahn-Hochbausektion) | Hultschiner Straße 6 (Karte)    |           | Bach, Königliche Eisenbahn-Hochbausektion Cannstatt Geschützt nach § 2 DSchG |    |
|                | Mehrfamilienhaus (Teil der SG Mehrfamilienhäuser, Königliche Eisenbahn-Hochbausektion) | Hultschiner Straße 8 (Karte)    |           | Bach, Königliche Eisenbahn-Hochbausektion Cannstatt Geschützt nach § 2 DSchG |    |
|                | Mehrfamilienhaus (Teil der SG Mehrfamilienhäuser, Königliche Eisenbahn-Hochbausektion) | Hultschiner Straße 9 (Karte)    |           | Bach, Königliche Eisenbahn-Hochbausektion Cannstatt Geschützt nach § 2 DSchG |    |
|                | Mehrfamilienhaus (Teil der SG Mehrfamilienhäuser, Königliche Eisenbahn-Hochbausektion) | Hultschiner Straße 10 (Karte)   |           | Bach, Königliche Eisenbahn-Hochbausektion Cannstatt Geschützt nach § 2 DSchG |    |
|                | Mehrfamilienhaus (Teil der SG Mehrfamilienhäuser, Königliche Eisenbahn-Hochbausektion) | Ruhrstraße 81 (Karte)           |           | Bach, Königliche Eisenbahn-Hochbausektion Cannstatt Geschützt nach § 2 DSchG |    |
|                | Mehrfamilienhaus (Teil der SG Mehrfamilienhäuser, Königliche Eisenbahn-Hochbausektion) | Ruhrstraße 83 (Karte)           |           | Bach, Königliche Eisenbahn-Hochbausektion Cannstatt Geschützt nach § 2 DSchG |    |
|                | Siedlungshaus (Teil der SG Mehrfamilienhäuser, Königliche Eisenbahn-Hochbausektion)    | Ruhrstraße 83/1, 83a (Karte)    |           | Bach, Königliche Eisenbahn-Hochbausektion Cannstatt Geschützt nach § 2 DSchG |    |
|                | Mehrfamilienhaus (Teil der SG Mehrfamilienhäuser, Königliche Eisenbahn-Hochbausektion) | Ruhrstraße 85 (Karte)           |           | Bach, Königliche Eisenbahn-Hochbausektion Cannstatt Geschützt nach § 2 DSchG |    |
|                | Mehrfamilienhaus (Teil der SG Mehrfamilienhäuser, Königliche Eisenbahn-Hochbausektion) | Ruhrstraße 87 (Karte)           |           | Bach, Königliche Eisenbahn-Hochbausektion Cannstatt Geschützt nach § 2 DSchG |    |
|                | Mehrfamilienhaus (Teil der SG Mehrfamilienhäuser, Königliche Eisenbahn-Hochbausektion) | Tarnowitzer Straße 3 (Karte)    |           | Bach, Königliche Eisenbahn-Hochbausektion Cannstatt Geschützt nach § 2 DSchG |    |
|                | Mehrfamilienhaus (Teil der SG Mehrfamilienhäuser, Königliche Eisenbahn-Hochbausektion) | Tarnowitzer Straße 4 (Karte)    |           | Bach, Königliche Eisenbahn-Hochbausektion Cannstatt Geschützt nach § 2 DSchG |    |
|                | Mehrfamilienhaus (Teil der SG Mehrfamilienhäuser, Königliche Eisenbahn-Hochbausektion) | Tarnowitzer Straße 5 (Karte)    |           | Bach, Königliche Eisenbahn-Hochbausektion Cannstatt Geschützt nach § 2 DSchG |    |
|                | Mehrfamilienhaus (Teil der SG Mehrfamilienhäuser, Königliche Eisenbahn-Hochbausektion) | Tarnowitzer Straße 6 (Karte)    |           | Bach, Königliche Eisenbahn-Hochbausektion Cannstatt Geschützt nach § 2 DSchG |    |
| Weitere Bilder | Mehrfamilienhaus (Teil der SG Mehrfamilienhäuser, Königliche Eisenbahn-Hochbausektion) | Winterhaldenstraße 52 (Karte)   |           | Bach, Königliche Eisenbahn-Hochbausektion Cannstatt Geschützt nach § 2 DSchG |    |

### Sachgesamtheit
| Bild | Bezeichnung               | Lage | Datierung | Beschreibung                                                                 | ID |
| ---- | ------------------------- | --- | --------- | ---------------------------------------------------------------------------- | -- |
|      | Siedlung (Sachgesamtheit) | Folgende Mehrfamilienhäuser gehören dazu: Hultschiner Straße 3 bis 10 Ruhrstraße 81, 83, 83/1,83a, 85, 87 Tarnowitzer Straße 3 bis 6 Winterhaldenstraße 52 (Karte) | 1905–1908 | Bach, Königliche Eisenbahn-Hochbausektion Cannstatt Geschützt nach § 2 DSchG | BW |